# Bitva u Romani
Bitva u Romani byla posledním pozemním útokem Ústředních mocností na Suezský průplav na začátku Sinajsko-palestinské kampaně během první světové války. Bitva proběhla mezi 3. a 5. srpnem 1916 poblíž egyptského města Romani a starověkého města Pelusium na Sinajském poloostrově, 37 km východně od Suezského průplavu.
Vítězství 52. (Lowland-Nížinné) pěší divize a divize ANZAC (Australsko-Novozéladská armádní skupina) jízdní pěchoty Egyptských expedičních sil (EEF) nad spojenými osmansko-německými silami, které pochodovaly přes Sinaj, znamenalo konec kampaně Obrana Suezského průplavu (známé také jako Offensive zur Eroberung des Suezkanals nebo kinci Kanal Harekâtı), která začala 26. ledna 1915.
Vítězství Britského impéria, první nad Osmanskou říší v této válce, zajistilo bezpečnost Suezského kanálu před pozemními útoky a ukončilo plány Centrálních mocností narušovat provoz průplavu ovládnutím severních strategických přístupů k němu. Postup ANZAC divize jízdní pěchoty, který skončil 12. srpna v Bir el Abd, zahájil Sinajsko-Palestinskou kampaň. Poté, co byla ANZAC divize v útoku podpořena Imperiální Velbloudí brigádou pronásledovala německou a osmanskou armádu mnoho kilometrů přes Sinajský poloostrov, čímž důrazně odčinila svoji porážku, kterou utržila o tři měsíce dříve u Katii.
Od konce dubna 1916, poté co osmanské síly vedené Německem zaútočily na britský (Yeomanry) pluk kavalérie u Katii, se síly britského impéria v regionu nejprve zdvojnásobily, z jedné brigády na dvě, a poté rostly tak rychle, jak se mohla rozvíjet podpůrná infrastruktura. Stavba železnice a vodovodu brzy umožnila v Romani k lehké jízdě (kavalérii) připojit pěší divizi a nasadit brigádu jízdních střelců. V letním vedru byly ze základny v Romani prováděny pravidelné hlídky a průzkumy, zatímco pěchota budovala rozsáhlou řadu obranných postavení. Dne 19. července byl zaznamenán postup velkých německých, rakouských a osmanských sil přes severní Sinaj. Od 20. července do začátku bitvy se 1. a 2. australská brigáda lehké kavalérie střídaly v útocích na postupující nepřátelskou kolonu.
V noci ze 3. na 4. srpna zahájily postupující síly (německé formace Pasha I a osmanská 3. pěší divize) útok z Katii na Romani. Přední jednotky rychle vytvořily obrannou formaci z 1. brigády lehké jízdy (divize Anzac). Během prudkých bojů před úsvitem 4. srpna byli australští jízdní střelci nuceni se pomalu stáhnout. Za denního světla byla jejich linie posílena 2. brigádou lehké jízdy a zhruba v polovině dopoledne se do bitvy zapojila 5. jízdní brigáda a novozélandská jízdní střelecká brigáda. Společně se těmto čtyřem brigádám jízdní divize Anzac podařilo zadržet a odklonit útočící německé a osmanské síly do hlubokého písku. Zde se dostaly na dostřel silně opevněné 52. (nížinné) divize, bránící Romani a železnici. Koordinovaný odpor všech těchto formací EEF, převládající hluboký písek, vedro a žízeň znamenala, že německo-rakousko-osmanský postup byl zadržen. Přestože útočící síly příštího rána urputně bojovaly, aby si udržely své pozice, za soumraku byly zatlačeny zpět do výchozího bodu v Katii. Mezi 6. a 9. srpnem byl jejich ústup následován Anzac jízdní divizí, které se osmanské a německé síly bránily řadou silných akcí zadního voje proti postupující australské lehké jízdě, britské Yeomanry a novozélandské jízdní střelecké brigádě. Pronásledování skončilo 12. srpna, kdy německá a osmanská síla opustily svou základnu v Bir el Abd a ustoupily do El Arish.

## Pozadí

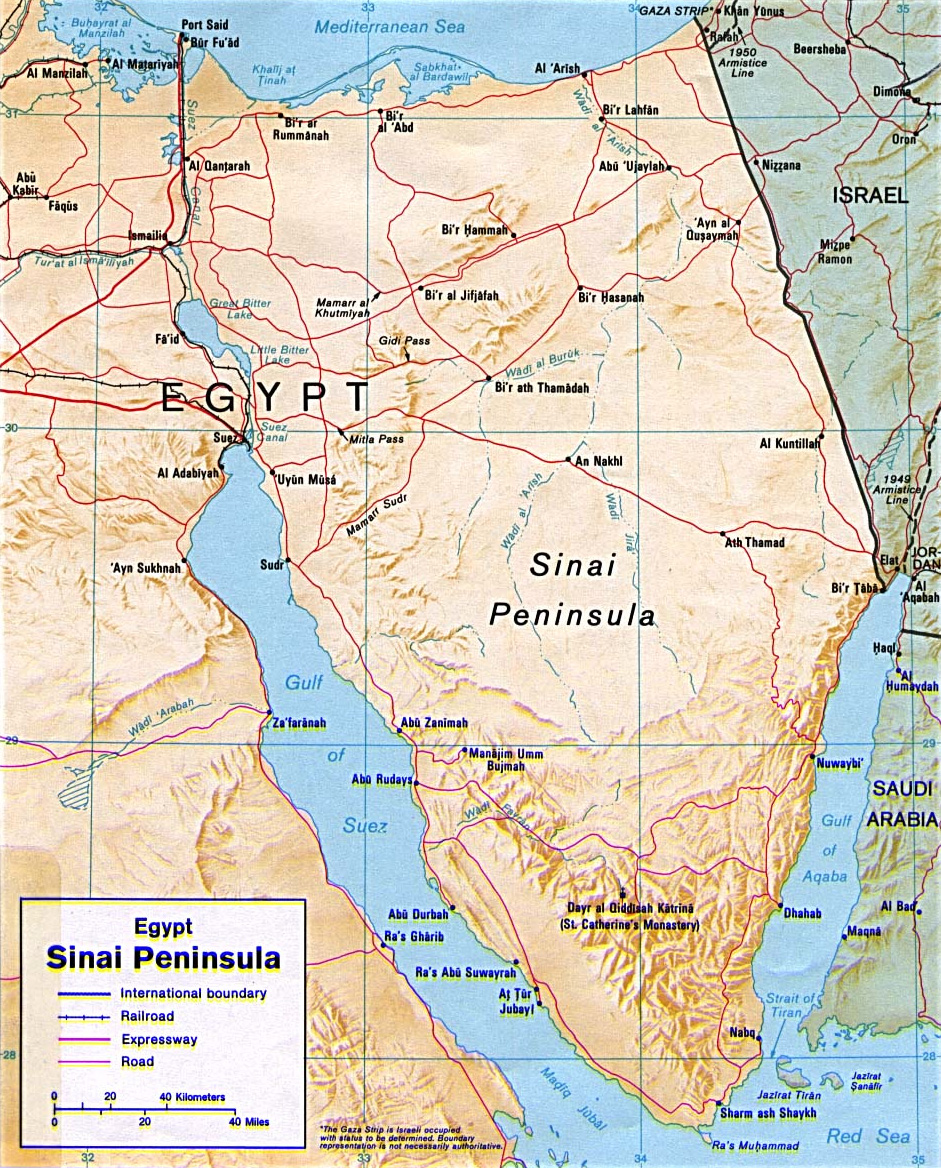
Mapa egyptského Sinajského poloostrova (Bi'r ar Rummanah je Romani a Al Qantjarah je Kantara)

Na začátku první světové války se egyptská policie ovládající Sinajský poloostrov stáhla a oblast zůstala z velké části nechráněná. V únoru 1915 německo-osmanská síly neúspěšně zaútočily na Suezský průplav. Menší osmansko-beduínské síly operující přes Sinaj nadále ohrožovaly kanál od března do června během operací Britů v Gallipoli, pak prakticky přestaly až do podzimu. Německo a Osmanská říše mezitím podpořily povstání Senussiů (politicko-náboženské skupiny) na západní hranici Egypta, které začalo v listopadu 1915.
Během února 1916, i když nebyly patrné žádné známky neobvyklé vojenské aktivity na samotném Sinaji, začali Britové stavět na prvním úseku dlouhém 40 km standardní (1,42m) rozchodnou železnici a vodovod. Šlo o trasu z Kantary do Romani a Katie. Průzkumné letouny Royal Flying Corps a hydroplány Royal Naval Air Service nalezly na Sinaji jen malé, rozptýlené osmanské síly a žádné stopy po větší koncentraci nepřátelských vojsk v jižní Palestině. 

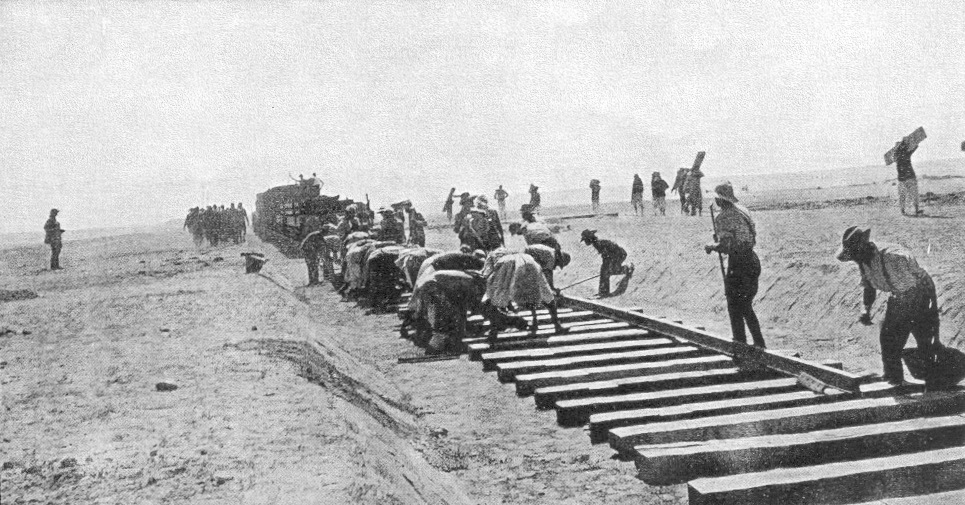
Pokládka kolejí přes Sinajskou poušť

Na konci března a začátku dubna rostla přítomnost Britů na Sinaji. Bylo položeno 26 km železniční tratě včetně vleček. Mezi 21. březnem a 11. dubnem byly zničeny vodní zdroje ve Wady Um Muksheib, Moya Harab a Jifjafa podél centrální sinajské trasy z jižní Palestiny. Předchozí rok je využila střední skupina asi 6000–7000 osmanských vojáků, kteří se přesunuli přes Sinajskou poušť k útoku na Suezský průplav v Ismailii. Bez těchto studní a cisteren tak centrální cestu již nemohly využít velké síly. 
Ofenzivní síly německého generála Friedricha Kressa svobodného pána von Kressensteina na tuto rostoucí britské přítomnost reagovaly útokem na široce rozptýlenou 5. jízdní brigádu 23. dubna – na Velikonoční neděli a také na Den svatého Jiří – když byla dobrovolnická brigáda Yeomanry zaskočena východně od Romami v Katii a v Oghratině. Tato brigáda Yeomanry měla za úkol hlídat vodovod a železnici, protože ty byly rozšiřovány právě na zvýšení obrany Suezského průplavu směrem od pouště k Romani. V reakci na tento útok se počet sil Britského impéria v regionu zdvojnásobil. Následujícího dne jednotky Anzac (jízdní divize australského generálmajora Harryho Chauvela, konkrétně novozélandská jízdní střelecká brigáda a 2. brigáda lehké jízdy, které sloužily během kampaně v Gallipoli) znovu obsadily oblast Katii bez odporu. 

## Předehra
24. dubna – den po napadení u Katii a Oghratina – byl Chauvel, velitel Anzac jízdní divize, pověřen velením všech rozvinutých jednotek: 2. brigády lehké jízdy a novozélandských střeleckých brigád v Romani a 52. pěší divize u Dueidaru. Pěchota dosáhla Romani až mezi 11. květnem a 4. červnem 1916.
Budovaní železnice a vodovodu nebyly 23. dubna boji nijak silně ovlivněny a do 29. dubna pravidelně jezdily čtyři vlaky denně na hlavní trati, kterou obsluhovala železniční společnost č. 276. Dne 19. května byla otevřena hlavní trať do Romani. Druhá železniční trať s normálním rozchodem z Romani do Mahamdiyahu na pobřeží Středozemního moře byla dokončena 9. června. Podmínky však byly neúnosné; po polovině května a zejména od poloviny června do konce července bylo na Sinajské poušti extrémní období, kdy se dalo očekávat, že teploty v oblasti dosáhnou 51 °C ve stínu. Horko ale ještě nebylo tak hrozné jako prašné khamsinské bouře, které přicházely každých 50 dní po dobu několika hodin až několika dnů; vzduch se proměnil v oblak plovoucích částic písku, vrhaných silným horkým jižním větrem.
Během těchto letních měsíců nebyly prováděny žádné významné pozemní operace, osmanské posádky na Sinaji byly rozptýleny a mimo dosah britských sil. Ale neustálé hlídkování a průzkum byly prováděny z Romani do Ogratiny, do Bir el Abd a 16. května do Bir Bayud, 31 km jihovýchodně od Romani, 31. května do Bir Salmana 35 km východně a severovýchodně od Romani. Tyto průzkumy byly zajišťovány jízdními příslušníky novozélandské střelecké brigády, kteří urazili 100 kilometrů za 36 hodin. Tyto hlídky se soustředily na oblast strategického významu pro velké vojenské formace, které by se chtěly přesunout přes Sinaj po severní trase. Zde byla voda volně dostupná na velké ploše v oázách, které sahají od Dueidaru, 24 km od Kantary na Suezském průplavu, podél Darb es Sultani (stará trasa karavan), do 84 km vzdálené Salmany.
Mezi 10. a 14. červnem byl vojenskou kolonou Mukhsheib zničen poslední vodní zdroj na centrální trase přes Sinajský poloostrov. Tato kolona byla sestavena z ženistů a jednotek 3. brigády lehké jízdy, velbloudího sboru Bikaner a egyptského velbloudího transportního sboru. Vypustili z bazénů a cisteren ve Wadi Mukhsheib 19 000 000 l zadržované vody. Tato akce zúžila oblast, ve které se daly očekávat osmanské útoky, na pobřežní nebo severní cestu přes Sinajský poloostrov.

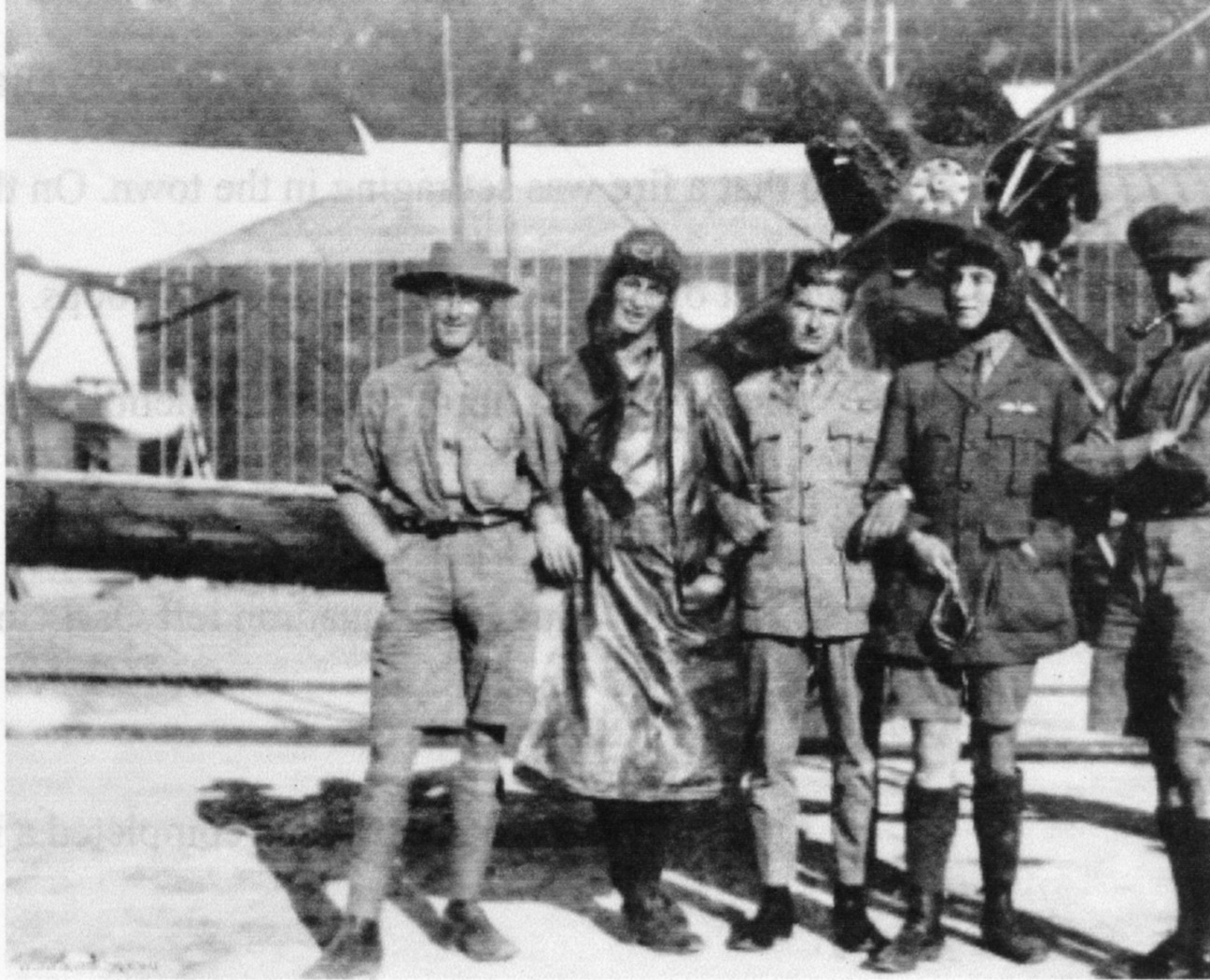
Členové Australian Flying Corps v roce 1916

Během května zaútočilo osmanské letectvo dvakrát na Suezský průplav a shodilo bomby na přístav Port Said. 18. května a 18. června britské letouny bombardovaly město a letiště v El Arish. 22. května bombardovali Britové všechny osmanské tábory na frontě 72 km vzdálené od průplavu.
V polovině června zahájila aktivní službu australská letecká peruť č. 1 (Australian Flying Corps), s letkou „B“ v Suezu. 9. července byla letka „A“ umístěna v Sherice v Horním Egyptě a letka „C“ měla základnu v Kantaře.

### Německé a osmanské síly
Na začátku července se odhadovalo, že v oblasti Gazy – Bersabé v jižní Palestině bylo nejméně 28 000 osmanských vojáků a že těsně před začátkem bitvy u Romani bylo v Oghratině nedaleko Katii 3000 vojáků, dalších 6000 na předsunuté základně Bir el Abd východně od Oghratiny, 2000 až 3000 vojáků v Bir Bayud na jihovýchodě a dalších 2000 v Bir el Mazar, asi 68 km na východ nedaleko od El Arish.

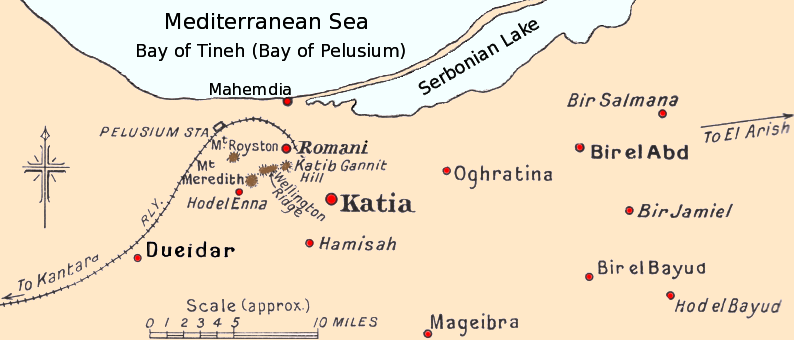
Romani a okolí (Serbonian lake známé rovněž jako laguna Bardawil)

Von Kressensteinova čtvrtá armáda byla složena ze tří (anatolských) pěších divizí, 31., 32. a 39. pěšího pluku, celkem 16 000 mužů, z nichž 11 000 až 11 873 byli vojáci, arabské pomocné síly; a jeden pluk velbloudího sboru. Odhady jejich zbraní se pohybují od 3293 do 12 000 pušek, 38 až 56 kulometů a dvou až pěti protiletadlových kanónů; postavili také čtyři těžké dělostřelecké a horské dělostřelecké baterie (30 děl) a bojovou skupinu Pasha I. Ty byly doprovázeny téměř 5000 velbloudy a 1750 koňmi.
Bojová skupina Pasha I (asi 16 000 mužů) se skládala z kulometného praporu, čítajícího osm rot se čtyřmi kulomety na každou rotu, s osmanskou obsluhou; s pěti protiletadlovými skupinami, 60. praporem těžkého dělostřelectva, sestávajícího z jedné baterie dvou 100 mm a jedné baterie se čtyřmi 150 mm houfnicemi a dvou baterií s 210 mm houfnicemi (dvě zbraně v každé baterii). Důstojníci, poddůstojníci a „vedoucí čísla“ tohoto dělostřeleckého praporu byli Němci; zbytek byl personál osmanské armády. Kromě toho do bojové skupiny Pasha I patřily také dva oddíly minometů, 300. letecký oddíl, spojovací-radiový oddíl, tři železniční oddíly a dvě polní nemocnice. Rakousko poskytlo dvě baterie horských houfnic po šesti dělech. S výjimkou dvou houfnic o průměru 210 mm, minometů a železničních oddílů se zbytek bojové skupiny Pasha I. zúčastnil postupu směrem na Romani.
300. letový oddíl poskytl letku pro letecký průzkum a zvýšil tím počet dostupných letadel na podporu postupu přes Sinaj. Tato letadla bojové skupiny Pasha I byla rychlejší a efektivnější než „beznadějně zastaralá“ britská letadla a dokázala si udržet vzdušnou převahu nad bojištěm.
Je také možné, že 81. pluk 27. divize postoupil do Bir el Abd a zúčastnil se obrany tohoto místa.
Cílem německo-rakousko-osmanského postupu bylo obsadit Romani a poté zde vytvořit silně opevněné postavení naproti Kantaře, odkud by jejich těžké dělostřelectvo bylo v dostřelu Suezského průplavu. Útočící síly se shromáždily na jihu Osmanské říše u Shellal severozápadně od Bersabé a 9. července vyrazily na Sinaj; do Bir el Abd a Ogratina dorazily o deset dní později.

### Britské síly
Generál sir Archibald Murray, velitel sil britského impéria v Egyptě, vytvořil v březnu egyptské expediční síly (EEF) sloučením ozbrojených sil v Egyptě, které od začátku války chránily Egypt, se středomořskými expedičními silami, které bojovaly u Gallipoli. Úlohou této nové síly bylo nejen bránit britský protektorát v Egyptě, ale také poskytovat posily pro západní frontu. Murray měl svůj hlavní stan v Káhiře, aby lépe zvládl svou mnohonásobnou úlohu, avšak během bitvy u Romani byl v Ismailii.
S obsazením Romani se oblast stala součástí severního resp. třetího sektoru obrany Suezského průplavu, který se původně táhl podél kanálu z Ferdanu do Port Saidu. Dva další sektory utvořily obranné síly podél střední a jižní části kanálu; Centrální sektor č. 2 se táhl na jih od Ferdanu k velitelství v Ismailii a dále do Kabritu, kde se sektor č. 1 resp. jižní sektor rozkládal od Kabritu do Suezu.

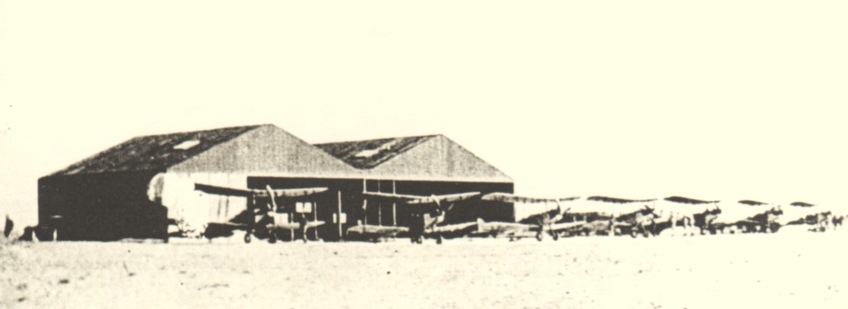
Letiště v Ismailie s dvoumístnými BE 2C před hangáry

Generál Murray považoval za velmi nepravděpodobné, že by došlo k útoku kdekoli jinde než v severním sektoru, a proto byl připraven snížit počet vojáků v sektorech č. 1 a 2 na minimum. Rozhodl se, že neposílí své čtyři pěchotní brigády, ale že zvýší dostupnou palebnou sílu v Romani přesunem 160. a 161. kulometné roty 53.(velšské) a 54. (východoanglické) divize. Nařídil také vytvoření malé mobilní kolony, vyčleněné z 11. pluku lehké jízdy a z jízdy City of London Yeomanry (každá po jedné rotě) s 4., 6. a 9. rotou císařské velbloudí brigády v sektoru č. 2. Předpokládal, že celá obranná síla, včetně velbloudí dopravy potřebné k tomu, aby pěchota 42. divize (East Lancashire) mohla postupovat do pouště, bude plně vybavena a velbloudi se shromáždí do 3. srpna. Přibližně 10 000 velbloudů egyptského transportního sboru se před bitvou soustředilo v Romani. 
Britské dělové čluny tzv. monitory ve Středozemním moři u Mahamdiyah se dostaly do pozice, ze které mohly ostřelovat shromážděné osmanské síly, zatímco obrněný vlak v Kantaru byl připravený pomoci při obraně pravého křídla a všechna dostupná letadla byla v pohotovosti na základnách Ismailia, Kantara, Port Said a Romani.

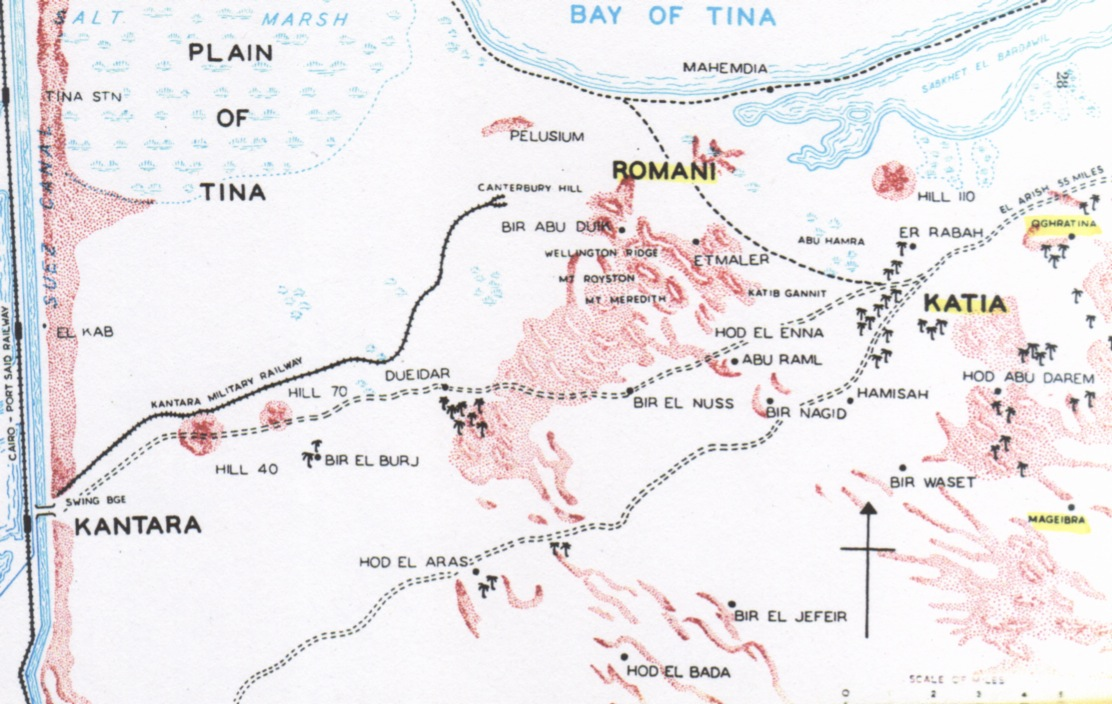
Oblast Romani, když železnice dosáhla Canterbury Hill

Generálmajor H. A. Lawrence, který měl sídlo v Kantaře velel obraně kanálu v sektoru č. 3 a v rámci této obrany velel i obraně Romani. U Kantary byla umístěna pěchotní 42. divize, pěší brigáda 53. (velšské) divize s 36 děly a 3. brigáda lehké jízdy, vyčleněné z jízdní divize Anzac. Lawrence přesunul dva pěší prapory 42. divize z obrany oddílu 2 do Kantary a 20. července poslal pěchotu 158. brigády (severovelšské) z 53. (velšské) divizi do Romani. 
Nasazení 3. srpna na bojišti a v jeho blízkosti bylo následující: 
- kóta 70, 19 km od Romani, novozélandská střelecká brigáda (jen Wellingtonský jízdní střelecký pluk, ale s dočasným připojením 5. pluku lehké jízdy 2. brigády lehké jízdy), které velel Edward Chaytor a 5. jízdní brigáda pod přímým velením Lawrencea byla na železnici připojena k 126. pěší brigádě (East Lancashire) 42. divize. Spolu s 5. plukem lehké jízdy připojeným k novozélandské jízdní střelecké brigádě v Dueidaru východně od kóty 70 měla tato síla zastavit nebo zpomalit von Kressensteinův útok, pokud by se pokusil obejít Romani a postupoval by přímo k Suezskému průplavu.

- na kótě 40 byla pěchota 125. brigády (Lancashire Fusiliers) a 127. brigáda (Manchester) 42. divize na železniční trati ve stanici Gilban,

- Mobilní kolona stála na Sinaji na konci železnice u El Ferdan, zatímco 3. brigáda lehké jízdy byla na Ballybunionu, také na Sinaji na konci železnice u Ballah.

- Síly odpovědné za obranu Romani: když bitva začala, sestávaly z pěchoty britské 52. divize (nížinné) pod velením generálmajora W. E. B. Smitha a divize jízdní Anzac pod velením Chauvela (bez 3. brigády lehké jízdy). 1. a 2. brigáda lehké jízdy (bez 5. pluku lehké jízdy, ale s připojeným Wellingtonským střeleckým plukem Novozélandské střelecké brigády) pod velením podplukovníků J.B.H. Mereditha a J.R. Roystona.

### Výstavba obranných pozic

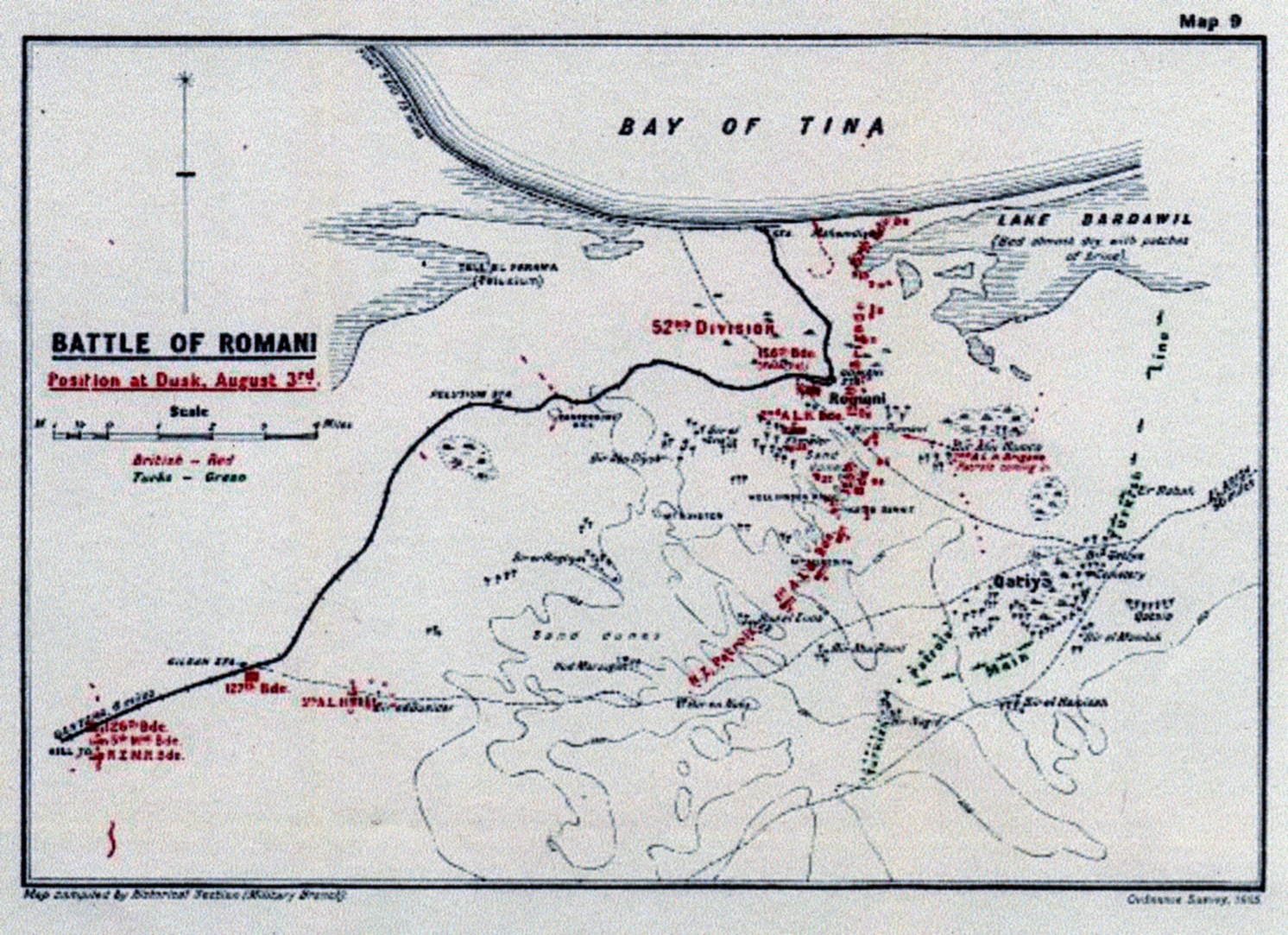
Obrana Romani za soumraku 3. srpna 1916

Pěchota 52. (Lowland) divize se připojila ke dvěma nasazeným brigádám v Romani mezi 11. květnem a 4. červnem, kdy provoz železnice umožnil přepravovat a zásobovat takový počet vojáků. Pěchota obsadila obranné postavení známé jako Wellington Ridge, ve spleti písečných dun. Tato oblast zvýhodňovala obranu; písečné duny, které se táhly až 9,7 km do vnitrozemí, pokrývaly plochu 78 km2, včetně severní cesty z El Arish na jih od Romami. Na jižním a jihovýchodním okraji vedla řada dun pohyblivého písku s úzkými svažitými cestami do náhorní plošiny s hlubokým a měkkým pískem.
52. (Lowland) divize si vybudovala u Romami silnou obrannou pozici a měla svoje levé křídlo opřené o pobřeží Středozemního moře. Zde byla postavena řada pevnůstek, které probíhaly na jih od Mahamdiyah po linii vysokých písečných kopců asi 11 km k duně známé jako Katib Gannit (vysoká 30 metrů). Tato řada písečných kopců, které byly dostatečně vysoké na to, aby z nich bylo vidět oázu Katia, označovala východní okraj oblasti velmi měkkého a pohyblivého písku, za nímž byly nižší duny a tvrdší písek, kde byl pohyb pěchoty i nasazených sil podstatně snazší. Mezi břehem na západním konci laguny Bardawil a dunou Katib Gannit (hlavní taktický bod na východních svazích výšin u Romani) zbudovala pěchota řadu 12 pevnůstek, vzdálených asi 690 m od sebe, s druhou sérií pevnůstek pokrývajících nádraží v Romani a pravou část obranného postavení, které bylo zakřiveno jako hák do oblouku na západ a pak na sever. Bylo zkonstruováno celkem 18 pevnůstek, které po úplném obsazení disponovaly od 40 do 170 pušek, přičemž ke každé byly přiděleny kulomety Lewis a dále průměrně dva kulomety Vickers. Předpolí před pevnůstkami bylo opatřeno ostnatým drátem, ale mezi pevnůstkami drát nebyl. Tato obranná linie byla podporována dělostřelectvem.

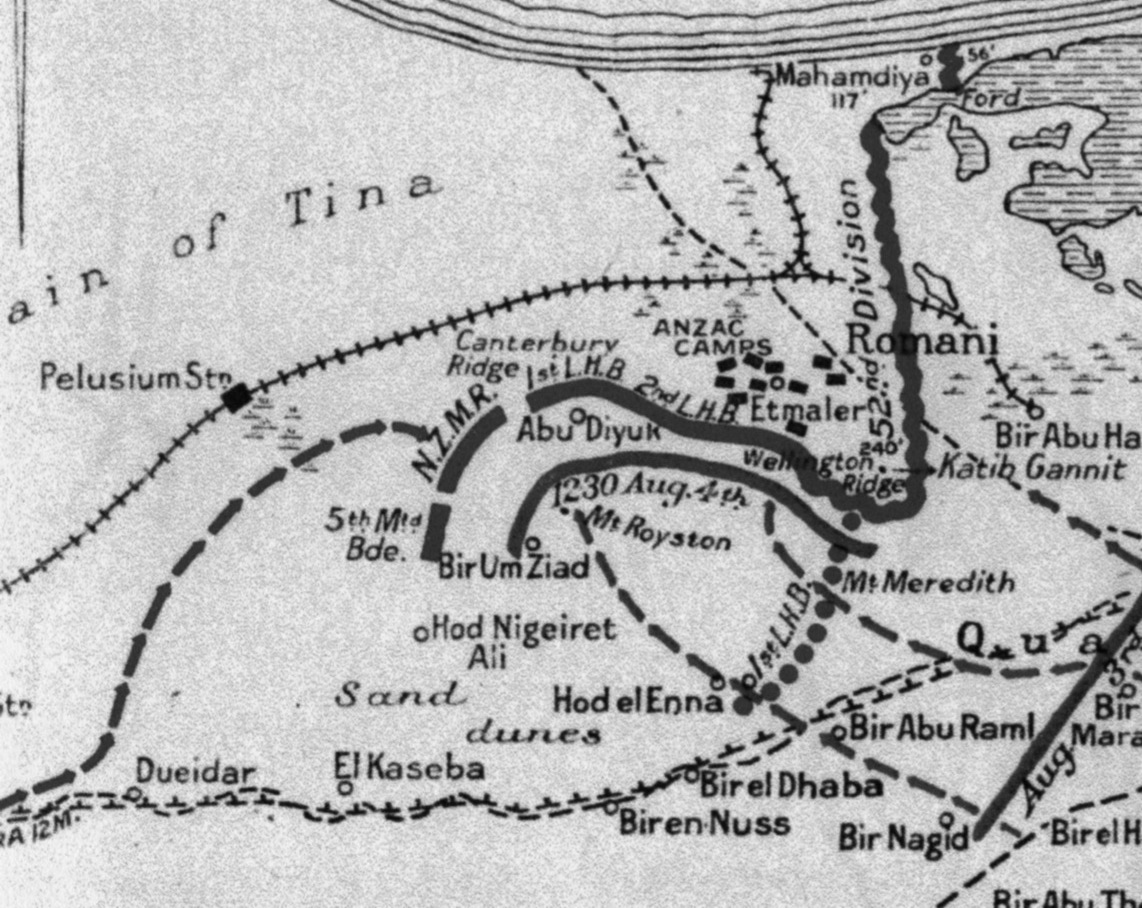
Detail mapy Romani s detailem obrany

Hrozbu osmanského útoku přímo na Suezský průplav připustil Lawrence po konzultaci se svými divizními veliteli a pro zmenšení jejich obav byla připravena druhá obranné linie. Její uspořádání zohledňovalo možnost, že osmanská armáda v Katia posune útok na Romani o něco níže nebo využije starou karavanní stezku k útoku na kótu 70 a na Dueidar pro dosažení Suezskému průplavu. Jakýkoli pokus obejít Romani okolo pravého křídla by umožnil útok posádky z Romani, která by mohla vyslat pěchotu a nasadit jednotky jízdní pěchoty mimo písky v rovině na jihozápad. Koncem června byla na kótě 70 umístěna novozélandská střelecká brigáda a v Dueidaru 5. pluk lehké jízdy, tak aby zabránily osmanským silám dosáhnout Suezského průplavu.

### Hlídky lehké jízdy před bitvou

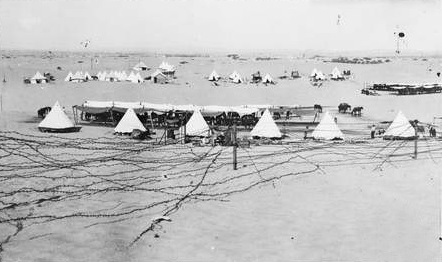
Tábor na kótě 70 mezi Dueidarem a Kantarou s ochranou koní proti slunci a obehnané ostnatým drátem

Aktivní hlídkování nasazenými jednotkami pokračovalo po celé období před bitvou, ale počátkem července nebyly zjištěny žádné známky bezprostředního obnovení nepřátelských akcí. Nejbližší osmanská posádka s 2000 muži byla v Bir el Mazar, 68 km východně od Romani a 9. července byla hlídkou nalezena neobsazená Bir Salmana. Značně zvýšená letecká aktivita nad oblastí Romani však začala zhruba 17. července, kdy rychlejší a lépe stoupající německé letouny získaly převahu nad britskými letadly. Avšak nemohly zastavit britská letadla v pokračování průzkumu území na východ a tak 19. července objevila britská letadla s brigádním generálem E.W.C. Chaytorem (velitelem novozélandské jízdní střelecké brigády) jako pozorovatelem, osmanský oddíl o síle asi 2500 mužů v Bir Bayud. O něco menší síla byla zjištěna u Gameilu a další, obdobně velká síla, byla nalezena v Bir el Abd s přibližně 6000 velbloudy pozorovanými v táborech nebo pohybujících se mezi Bir el Abd a Bir Salmana. Následujícího rána bylo zjištěno, že v Mageibře je zakopáno asi 3000 mužů a předsunutý sklad zásob a vybavení je v Bir el Abd. Malá síla, patrně předsunutý průzkum, byla spatřena u oghratinské oázy, která byla následujícího dne (21. července) obsazena 2000 muži.
Dne 20. července 2. brigáda lehké jízdy se dvěma děly z Ayrshire Battery, namontovanými na kolejovém podvozku vyrazila proti Oghratině, zajala zde několik mužů a zahájila sérii hlídek, ve kterých spolu s 1. brigádou lehké jízdy pokračovaly až do předvečer bitvy. Každý den až do 3. srpna se tyto dvě brigády střídaly v hlídkách, kdy kolem 02:00 vyrazily od základny v Romami směrem na Katii a bivakovaly až do rána, přičemž postupovaly po široké frontě, dokud nebyla vyprovokována německá nebo osmanská palba. Pokud byla pozice nepřítele slabá, lehká jízda zaútočila a pokud začal protiútok, brigáda spořádaně ustoupila, poté se za soumraku vrátila do tábora v Romani. Následujícího dne provedla druhá brigáda podobné manévry ve směru na Katii na postupující osmanské kolony a vyzvedla průzkumné hlídky, které byly v noci ponechány na místě, aby sledovaly nepřátelské pohyby. Během tohoto období došlo 28. července v Hod Um Ugba, 8 km od britské linie, k jednomu z mnoha střetů. Dvě eskadrony Wellingtonského jízdního střeleckého pluku pod velením podplukovníka W. Meldruma podnikly bajonetový útok, podporovaný několika kulomety a dvěma 18 palcovými děly. Vyhnaly Osmany z pozic u Hod Um Ugba, zanechaly 16 mrtvých a získaly osm zajatců z Osmanského 31. pěšího pluku.

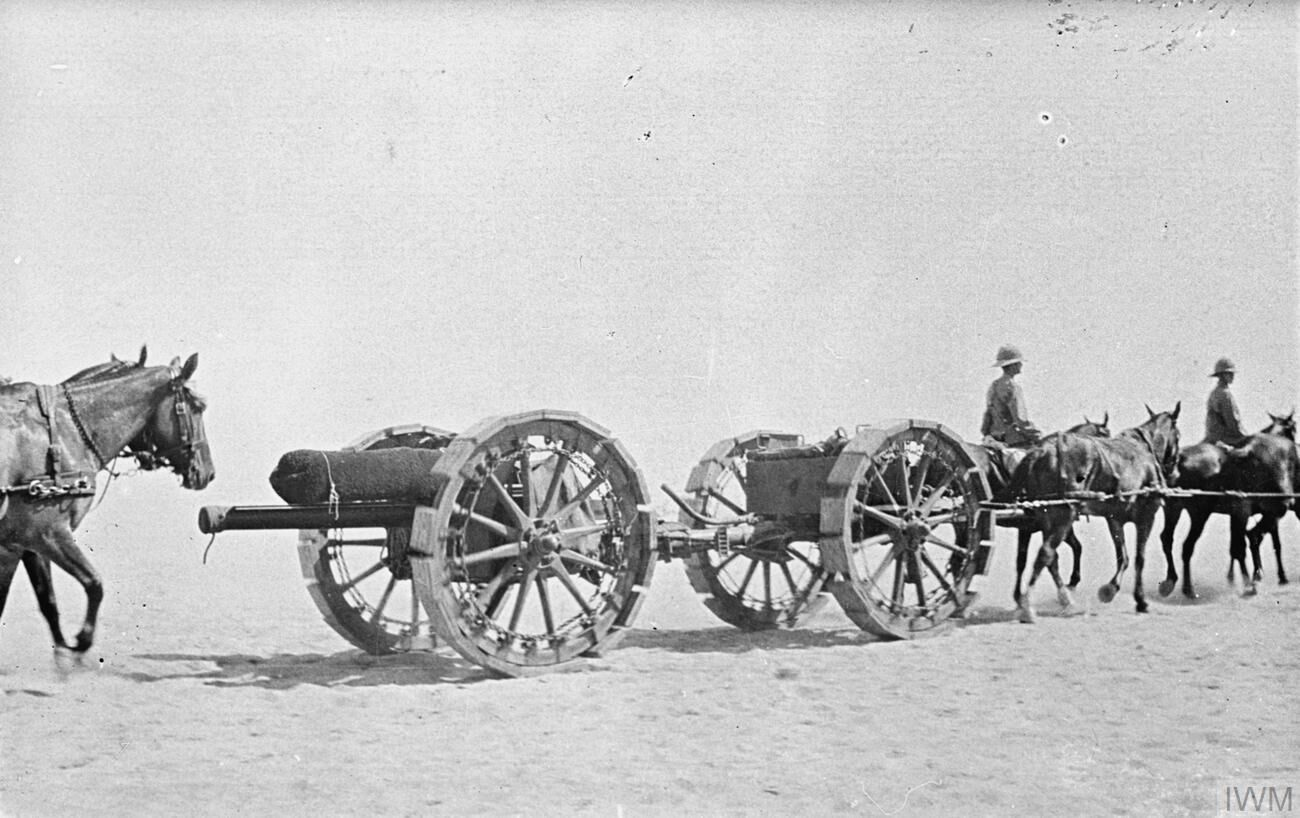
Lehký 18 palcový kanón s pískovými koly (pedály). Obrany Suezského kanálu 1916

Taktika nepřetržitého používání předsunutých hlídek byla natolik úspěšná, že každý pohyb postupujících sil byl obráncům známý, ale lehká jízda nebyla v takové síle aby mohla postup útočníků zastavit. 3. srpna za denního světla okupovaly německé, rakouské a osmanské síly Katii a ocitly se ve vzdálenosti jednoho denního pochodu od Romami, Dueidaru, kóty 70 a Suezského průplavu. Jejich linie probíhala na severovýchod a jihozápad od laguny Bardawil na východ od Katie, přičemž jejich levé křídlo bylo vysunuto vpřed.

### Plány
Německým a osmanským cílem nebylo překročit kanál, ale obsadit Romani a vytvořit zde silně opevněnou pozici těžkého dělostřelectva naproti Kantaře, ze které pak bombardovat dopravu na kanálu. Plánem Kressa von Kressensteina při útoku na Romani bylo bombardovat linii obranných pevnůstek těžkým dělostřelectvem a použít proti nim pouze slabší oddíly pěchoty, zatímco jeho hlavní síla zahájí útoky na pravou stranu a týlovou část pozic obránců u Romani.
Obránci očekávali, že německý a osmanský útok bude jeden vedlejší proti jejich připravené obranné linii a druhý hlavní na jejich pravé jižní křídlo, vedený od Katib Gannit. Rovněž uvažovali, že takový útok by odhalil německé a osmanské levé křídlo. Murrayho plánem bylo jednak zpomalit útočníky a ztížit jejich obsazení jižního křídla od Katib Gannit, a zadruhé, až budou všechny německé a osmanská síly nasazeny do útoku, napadnout jejich bok útokem oddílů z kóty 70 a z Dueidar s 3. brigádou lehké jízdy a mobilní kolonou působící do šířky proti křídlu a týlu.
Chauvel zvolil pozici pro obranu Romani, která se táhla na 6,5 km mezi Katib Gannit a Hod el Enna, s druhou záložní pozicí pokrývající řadu paralelních roklí, běžících na jihovýchod a severozápad do oblasti měkkého písku v týlu obrany Romani. Zde nebyly postaveny žádné viditelné opěrné body, ale Chauvel společně s veliteli obou brigád lehké jízdy, jejichž úkolem bude držet útočníky v tomto prostoru, dokud nezačne útok z boku, prostor pečlivě prozkoumal.

## Bitva 4. srpna
Těsně před půlnocí 3. a 4. srpna začaly tři útočné proudy německého uskupení Pasha I. a 4. osmanské armády, skládající se z přibližně 8000 mužů útočit na linii obrany, drženou 1. brigádou lehké jízdy. Bylo to tři a půl hodiny po návratu 2. brigády lehké jízdy z jejich pravidelné denní hlídky. Kromě obvyklých důstojnických hlídek, které byly během noci vysílány, aby sledovaly pozice nepřítele, se Chauvel rozhodl vynechat na tuto noc hlídku celé 1. brigády lehké jízdy, tak aby držela předsunutou linii asi v délce 5 km, pokrývající všechny přístupy na náhorní plošinu písečných dun, která tvořila obrannou pozici u Romani a která nebyla chráněna oddíly pěchoty. Jeden nebo dva výstřely v poušti na jihovýchod od jejich polohy uvedly dlouhou piketovou linii 1. a 2. pluku lehké jízdy (1. lehká jízdní brigáda) do pohotovosti kolem půlnoci, kdy byl 3. pluk lehké jízdy (1. lehká jízdní brigáda) povolán do přední linie. Rakouský, německý a osmanský postup se po nalezení přístupů držených lehkou jízdou zastavil, ale kolem 01:00 se náhle rozhořel prudký boj na celé frontě za útoku výrazně početnějších osmanských a německých sil, které do 02:00 na mnoha místech postoupily na vzdálenost 50 metrů od australské obranné linie.
Osmanský střed a levé útočné proudy byly dovedně vedeny kolem otevřeného křídla opevnění pěchoty a dále směrem k táboru a železnici. Poté, co kolem 02:30 zapadl měsíc, Němci a Osmané zaútočili na Mount Meredith útokem na bodáky. I když britská lehká jízda byla zde proti naprosté přesile, bojovala s velmi účinnou zadržovací taktikou na krátkou vzdálenost, nicméně byla nucena se pomalu vzdávat území a nakonec pozice opustit ve 3:00. Bez výhody měsíčního světla stříleli jezdci na záblesky nepřátelských pušek, dokud nebyli dostatečně blízko, aby mohli použít bajonety. 1. brigáda lehké jízdy byla nakonec nucena se stáhnout zpět; pomalé stahování krylo vojsko ustálenou přesnou palbou, což vedlo k odvrácení frontálního útoku s bodáky do jejich týlu na velkou písečnou dunu, táhnoucí se z východu na západ, s názvem Wellington Ridge, na jižním okraji tábora v Romani. Během stahování do zálohy na Wellington Ridge byly napadeny také krycí roty nalevo poblíž Katib Gannit, stejně jako rota vpravo, která byla napadena z boku a utrpěla značné ztráty, ale dokázala udržet pozice, dokud nové pozice v týlu nebyly obsazeny. Do 03:30 byli všichni lehcí jezdci jižně od Mount Meredith staženi zpět ke hlavním jednotkám a podařilo se jim odpoutat a zaujmout svoji druhou obrannou linii. Brzy poté osmanský kulomet začal postřelovat pozice lehké jízdy z hory Meredith.
Chauvel se spoléhal na vytrvalost 1. brigády lehké jízdy (které velel během kampaně v Gallipoli), že udrží linii proti výrazně vyššímu počtu útočníků po dobu čtyř hodin až do rána, kdy bude možné posoudit obecnou situaci. Denní světlo odhalilo slabiny obránců z lehké jízdy na své druhém linii na Wellington Ridge a to, že jejich pravé křídlo obchází silné německé a osmanské síly. V 04:30 dostala 2. brigáda lehké jízdy pod velením plukovníka J.R. Roystona rozkaz od Chauvela vyrazit z Etmaleru do akce před Mount Royston, a podpořit a prodloužit pravé křídlo 1. brigády posunutím nahoru a 6. a 7. pluk lehké jízdy posílit přední linii. Německé, rakouské a osmanské dělostřelectvo nyní zahájilo palbu na pěchotní obranu a tábory v týlu; šrapnely způsobily určité ztráty, ale vysoce výbušné granáty se bořily do měkkého písku. Útočníkům se podařilo vytlačit lehkou jízdu z Wellington Ridge když se dostali do vzdálenosti 700 metrů od tábora v Romani. Nedokázali však postoupit dál, protože byli nyní vystaveni palbě z kulometů a pušek zakopané pěchoty 52. (nížinné) divize a byli ostřelování z děl jízdního dělostřelectva, podporujícího odhodlanou obranu lehké jízdy.
Poté, co se německé a osmanské síly nacházely jižně od Romani, pokusily se o další obchvatový manévr na západ a soustředily 2000 vojáků kolem Mount Royston, další písečné duny, jihozápadně od Romani. V 05:15 osmanský 31. pěší pluk postupoval vpřed; zatímco 32. a 39. pěší pluk točili doleva do britského týlu. Tento obchvat neustále postupoval po svazích Mount Roystonu a odbočoval napravo od 2. brigády lehké jízdy, jejíž třetí pluk, Wellington Mounted Rifles, byl nyní také zasazen v přední linii.
Obě brigády lehké jízdy pokračovaly v postupném ústupu a otáčely se zcela vpravo od pozice pěchoty, která pokrývala levé křídlo a týlovou část Romani. Byly staženy do prostoru mezi Wellington Ridge a Mount Royston, asi 3,6 km západně od bývalého postavení; útočníci neustále tlačili jejich pravé křídlo. Mezi 05:00 a 06:00 byli nuceni se pomalu stáhnout i z tohoto hřebene, ačkoli 6. a 7. pluk lehké jízdy (2. brigáda lehké jízdy) stále držel západní okraj. V 06:15 bylo nařízeno se z Meredithu stáhnout, 1. brigádu lehké jízdy (LJ) za linii obsazenou 7. plukem LJ severně od tábora Etmaler. V 07:00 odešel 6. a 7. pluk LJ, eskadra po eskadře, ze zbytku Wellington Ridge. Kolem 08:00 byla německá, rakouská a osmanská palba z vrcholku hřebene nasměrována do tábora jen několik set metrů vzdáleného, ale Ayrshire a Leicester baterie tento dělostřelecký útok rychle zastavily.
Ukázalo se, že německý a osmanský pravý proud (31. pěší pluk) se pokouší o čelní útok na pevnůstky držené pěchotou 52. (Lowland) divize. Obránci se dokázali držet, ale během dne byli vystaveni ostřelování dělostřelectvem. Frontální útoky začaly těžkou německou nebo rakouskou palbou ze strany jejich dělostřelectva, které se pokoušelo prolomit obrannou linii pěchoty. Kolem 08:00 byly podnikány útoky na pevnůstky číslo 4 a 5, které začaly trpět těžkou dělostřeleckou palbou, ale útoky se následně úplně rozpadly, když 31. osmanský pěší pluk byl ve vzdálenosti 140 m od pevnůstky č. 4; následné pokusy byly méně úspěšné. Zhruba v 10:00 Chauvel kontaktoval brigádního generála E. S. Girdwooda, velícího 156. pěší brigádě a žádal, aby jeho brigáda dočasně ulehčila brigádám lehké jízdy, dokud nebudou napojeni koně v rámci přípravy na protiútok. Girdwood odmítl, protože jeho brigáda byla držena v záloze, aby podpořila zamýšlený útok pěchoty 52. (Lowland) divize na východ.
Lehká jízda se postupně stáhla zpět, až kolem 11:00 kdy byl hlavní německý a osmanský útok zastaven dobře mířenou palbou z dělostřeleckých baterií královské Anzac divize jízdní pěchoty a pušek lehké jízdy a kulometnou palbou, na kterou přispěla 52. (Lowland) pěší divize značnou palebnou silou. Zdálo se, že se útočníci vyčerpali, ale drželi se na pozicích, zatímco rakouské a osmanské dělostřelectvo různých ráží, včetně děl 5,9 a 10,5 cm, střílelo na obránce a jejich tábory a německé a osmanské letouny obránce tvrdě bombardovaly. Útočné proudy německé, rakouské a osmanské útočné síly zastavila koordinovaná, soustředěná a rozhodná obrana 1. a 2. brigády lehké jízdy a 52. (Lowland) pěší divize.
Osmanský postup ustal všude na mrtvém bodě. Po dlouhém nočním pochodu čelily německé a osmanské jednotky obtížnému dni pod pouštním sluncem, aniž by byly schopny doplnit vodu a byly přitom vystaveny dělostřelecké palbě z Romani. V tomto okamžiku útočící síly držely linii táhnoucí se od Bardawilu (na pobřeží Středozemního moře) na jih podél přední části opevnění 52. pěší divize a poté na západ přes (a včetně) velkých písečných dun Mount Meredith a Mount Royston. Ale hlavně ze své pozice na hoře Royston německé, rakouské a osmanské síly dominovaly nad táborem v Romani a ohrožovaly železniční trať.

### Posily
Chaytor, velitel novozélandské střelecké brigády, dostal zprávu o rakouském, německém a osmanském postupu proti Romani ve 02:00. V 05:35 byl Lawrence ve svém velitelství severního sektoru obrany kanálu č. 3 v Kantaře informován o rozvíjejícím se útoku. Uznal, že hlavní útok je veden na Romani, a nařídil 5. jízdní brigádě Yeomanry na kótě 70, aby se vydala směrem k hoře Royston. Vedl je střelecký jízdní pluk, který okamžitě vyrazil a zbytek brigády se chystal ho následovat. V 07:25, Lawrence nařídil Novozélandské jízdní střelecké brigádě, skládající se z velitelství brigády a jízdního střeleckého pluku z Canterbury (kromě Aucklandských jízdních střelců a připojeného 5. pluku lehké jízdy z 2. brigády LJ) přesunout se na Mount Royston přes Dueidar a tam vyzvednout Aucklandský střelecký pluk. Yeomanry a novozélandské brigády byly umístěny na kótě 70, 19 km od Romani, když byly přijaty rozkazy k pohybu. Novozélanďané měli „energicky operovat, aby odřízli nepřítele, který, jak se zdá, obešel napravo Anzacské divize.
Mezitím bylo 3. brigádě LJ v Ballybunionu nařízeno, aby se přesunula vpřed na kótu 70 a poslala jeden pluk do Dueidaru, zatímco mobilní koloně bylo hlavním velitelstvím nařízeno pochodovat směrem k Mageibře.

### Protiútok na Mount Royston

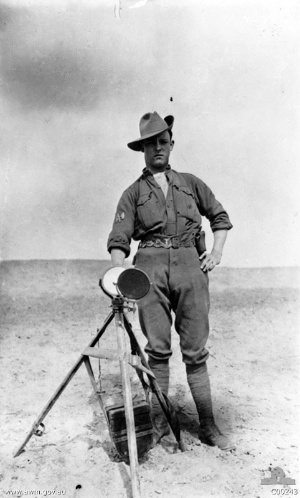
Australský signalista s heliografem v Egyptě 1916

Německý, rakouský a osmanský útok na Mount Royston bránily na severu 3. a 6. pluk LJ (1. a 2. brigáda LJ ) s podporou neustálého bombardováním jízdního dělostřelectva a těžkého dělostřelectva 52. (nížinná ) pěší divize. V 10:00 byla fronta držená dvěma brigádami LJ obrácenými k jihu 640 metrů severozápadně od pevnůstky č. 22 severně od Wellington Ridge k písečným kopcům severně od Mount Royston. Vzhledem k tomu, že linie ustoupila, přišel mezi 6. a 7. pluk LJ (2. brigáda LJ) 2. a 3. pluk LJ (1. brigáda LJ); zprava doleva, linii nyní držel 6., 3., 2. a 7. jízdní pluk a Wellingtonský jízdní střelecký pluk, zatímco 1,6 km severozápadně od Mount Royston, držela pozice rota „D“ Královských Gloucestershirských husarů (pluk 5. jízdní brigády).
Plán požadoval, aby se 1. a 2. brigáda LJ 5. jízdní a novozélandské střelecké brigády otočily kolem levého křídla útočníků a obklíčily ho. První posily, které dorazily, byly složený pluk 5. jízdní brigády; přišli na bok svého jízdního pluku; rota „D“ Royal Gloucestershire Hussars 1500m západně od Mount Royston, na kterou útočí silná skupina osmanských vojáků. Pluk zaútočí na Osmany boční palbou (palba v enfiládě) a donutí je otočit zpět.
Když bylo velitelství novozélandské střelecké brigády a jízdní střelecké pluk z Canterbury, 1,6 km od Dueidaru, na staré karavanní cestě, bylo jim nařízeno přesunout se přímo na kopec Canterbury, poslední obhajitelné místo před železnicí, východně od stanice Pelusium, protože hrozil silný německý a osmanský útok, který by šel na železnici a na Romani. Aucklandský jízdní střelecký pluk dorazil se svou brigádou mezi 11:00 a 11:30, aby našel složený Yeomanry pluk (5. jízdní brigáda Yeomanry) v kontaktu s německými a osmanskými silami na jihozápadní straně Mount Royston.
1. a 2. brigáda lehkých koní nejprve navázaly kontakt s novozélandskou střeleckou brigádou heliografem, poté Royston, velící 2. brigádě LJ, přicválal a vysvětlil situaci. Chaytor poté přesunul Aucklandské a Canterburské střelecké pluky, podporované baterií Somerset, na vyvýšené místo mezi pravou část lehké jízdy a Yeomanry, ke kterému se krátce nato připojil zbytek 5. jízdní brigády pod velením brigádního generála Wiggina. V nejkritičtějším okamžiku boje, kdy německá a osmanská síla 2000 mužů ovládla oblast Romani od Mount Royston, zahájilo pět nasazených brigád (ještě bez 5. pluku LJ) protiútok ve 14:00 od západu k Mount Royston.
Novozélandští střelci si brzy získali oporu na Mount Roystonu díky přesné a rychlé střelbě z dělostřelecké baterie Somerset Royal Horse. Do 16:00 útok pokračoval do bodu, kdy Chaytor sestavil oddíl z eskadry Kralovských Gloucestershirských husarů (5. jízdní brigáda) a dvě jednotky Worcestershire Yeomanry, aby vyrazili cvalem proti jižní výběžku Mount Royston. Snadno převzali iniciativu a obránci nečekali takový nápor lehké jízdy. Z hřebene ostrohu jízdní rota Gloucestershire smetla rakouské, německé nebo osmanské baterie pěchotních zbraní soustředěných v prohlubni za ostrohem a útočící síly se začaly vzdávat. Když se osmanští a němečtí vojáci hromadně vzdávali, Novozélandští střelci a 5. jízdní brigády byly podporovány předními pěchotními prapory 127. (manchesterské) brigády. Kolem 18:00 bylo zajato 500 vězňů, dva kulomety a oddíl baterie, vnější křídlo útočících sil bylo zcela rozmetáno.
Mezitím vnitřní křídlo německé a osmanské síly na Wellington Ridge vyvinulo poslední úsilí o postup přes hřeben, ale bylo zahnáno zpět dělostřeleckou palbou. Nové frontální útoky zahájené proti hlavnímu britskému pěchotnímu systému pevnůstek se úplně zhroutily. V 17:05 generálmajor Smith nařídil pěchotě z 156. (skotské pušky) brigádě zaútočit na nepřátelské síly na Wellington Ridge nalevo od lehké jízdy a v koordinaci s protiútokem na hoře Royston. Dělostřelecké bombardování Wellington Ridge začalo v 18:45. Těsně před 19:00 se pěchota v 7. a 8. Kameroniáni (skotští střelci) přesunula na jih zpoza pevnůstky č. 23; 8. skotští střelci postoupili do vzdálenosti 90 metrů od hřebenu Wellington Ridge, než byli zastaveni těžkou palbou z pušek.
Když tma ukončila boje, 1. a 2. brigáda LJ vytvořila základnu a strávila noc na bojišti, zatímco Novozélandští střelci a 5. brigáda ustoupily kvůli vodě a krmení na stanici Pelusium, kam nově dorazily pěchotní brigády 42. divize. 3. brigáda LJ se zastavila na kopci 70, zatímco mobilní síly dosáhly Hod el Bada, 23 km jižně od stanice Romani. V 19:30, kdy novozélandští střelci a 5. jízdní brigáda se přesunuly z pozic, k vodě a odpočinku v Pelusiu, byla oblast obsazena pěší 127. (Manchester) brigádou z 42. divize. Brigádní generál Girdwood nařídil pěchotě z 7. a 8. skotském střeleckém praporu, aby si udržela půdu pod nohama na Wellington Ridge až do denního světla, ale v noci aby udržovala blízký kontakt s nepřítelem v naději, že ráno zajmou velké množství unavených a neuspořádaných vojáků. Přibližně 1200 nezraněných vězňů bylo během dne zajato a odesláno na nádraží Pelusium.

## Bitva 5. srpna
Během 24 hodin byli britští velitelé schopni soustředit v oblasti Romani sílu 50 000 mužů, což byla přesila tři ku jedné. Tato síla zahrnovala dvě pěchotní divize 52. a nově příchozí 42. – čtyři jízdní brigády, z nichž dvě byly v aktivní službě od 20. července, a obě silně angažované v první linii o den dříve a mohly počítat 3. Brigádou lehké jízdy, i když ta bylo ještě na kótě 70, a mobilní kolonu v Hod el Bada. V této době přišel rozkaz 5. jízdní brigáda z Anzacské jízdní divize přechází pod do pěší divize; předpokládalo se, že 42. divize po velením Anzac divize jízdních pěšáků zůstala na svém místě, a že samotná 3. brigáda lehké jízdy provede boční útok.
Lawrencovy rozkazy ke generálnímu útoku ze dne 5. srpna počínaje 04:00 však zahrnovaly postup ze strany Anzac divize jízdních pěšáku. Jeho rozkazy zněly:
- Anzac divize jízdních pěšáků, postoupí vpřed svou pravou stranou na Hod el Enna a svou levou v těsném kontaktu s pěchotou 156. (skotští střelci) brigády, 52. (Lowland) divize postoupí na linii Katib Gannit – hora Meredith.
- 3. brigáda lehké jízdy, vyrazí směrem k Bir el Nuss a zaútočí z jihu na Hod el Enna, přičemž bude těsném kontaktu s divizí Anzac.
- 5. jízdní brigáda, podle rozkazů 42. pěší divize bude pomáhat při spojování 3. brigády lehké jízdy s pravým křídlem jízdní divize Anzac.
- 42. divize, se přesune na linii Canterbury Hill – Mount Royston – Hod el Enna a zničí zpět jakýkoliv odpor proti postupu nasazených vojsk v těsné podpoře pravého křídla Anzac divize.
- 52. (Lowland) pěší divize se bude pohybovat v těsné podpoře levého křídla Anzacské divize směrem k Mount Meredith a připraví se na generální útok směrem k Abu Hamra, který měl být proveden až po dalších rozkazech od Lawrence z velitelství sekce č. 3.

Mezitím se německé, rakouské a osmanské síly rozkládaly v plné šířce od kóty 110 téměř až na Bir en Nuss, ale hlavně s levým nechráněným křídlem. Nemohly být v dobré stavu poté, co celý předchozí den bojovaly v intenzivním letním slunci a musely zůstat přes noc na místě, daleko od vody a obtěžovány britskou pěchotou. Jejich situace byla nyní nejistá, protože jejich hlavní útočné síly byly daleko za pravou stranou hlavních britských pěších pozic; pěší 52. (Lowland) divizi byla blíže k nejbližšímu zdroji vody protivníka v Katii než většina útočících sil. Kdyby britská pěchota překvapivě opustila své zákopy a zaútočila jihovýchodním směrem, von Kressensteinova síla by měla velké potíže s ústupem.

### Britové obsadili Wellington Ridge
Za úsvitu postoupila pěší 8. skotský střelecký pluk, 156. brigáda (skotští střelci), 52. (Lowland) divize) s 7. plukem lehké jízdy a plukem Wellingtonských jízdních střelců (2. brigáda LJ), kryté pěším 7. plukem skotských střelců 156. brigáda (skotští střelci), 52. (Lowland) divize) doleva, kde umístila do palebných pozic 16 kulometů a kulometů Lewis, ze kterých mohly ostřelovat vrchol a svahy Wellington Ridge. Wellingtonský pluk jízdních střelců, se 7. plukem lehké jízdy, podporovaný zleva pěchotními stanovišti skotských střelců, nasadily bajonety a zaútočily na Wellington Ridge. (Útočníci) se setkali s těžkou palbou z pušek a kulometů, ale vrhli se na písčitý svah a rychle prorazili německou a osmanskou frontu. Po vyčištění Wellingtonského hřebene se nasazení střelci, lehcí jezdci a pěšáci se bez přestávky hnali vpřed z hřebene na hřeben. Tyto jednotky vyřadily asi 1000 až 1500 osmanských vojáků, kteří byli demoralizováni. V důsledku tohoto útoku byla vztyčena bílá vlajka a v 05:00 byli zajati němečtí a osmanští vojáci, kteří tvrdohlavě bránili své pozice na Wellington Ridge, ohrožující tábory v Romani. Celkem 1500 osmanů padlo do zajetí v sousedství Wellington Ridge; Jen 8. pluku skotských střelců se vzdalo 864 vojáků, zatímco ostatní byli zajati lehkou jízdou a pluky jízdních střelců. Do 05:30 byly hlavní německé a osmanské síly v neuspořádaném ústupu směrem ke Katii, přičemž 1. a 2. brigáda lehké jízdy a baterie Ayrshire a Leicestershire nebyly daleko od nich. V 06:00 se dalších 119 mužů vzdalo pěchotě v pevnůstce č. 3; po výslechu zajatců, vyšlo najevo, že jsou součástí zadního voje a že probíhá všeobecný ústup. V 06:30 nařídil Lawrence Chauvelovi převzít velení nad všemi vojáky a zahájit energický generální útok na východ.

### Britský útok na osmanský zadní voj v Katii
Pěší 42. divize dorazila během bitvy den předem vlakem z kóty 70, kóty 40 a Gilbanské stanice a společně s pěchotou z 52. (nížinné) divize dostala rozkaz postupovat jako podpora australského, novozélandské brigády jízdních pěšáků a britské brigády Yeomanry. 42. divizi bylo nařízeno postoupit do Hod el Enny; jejich 127. brigáda (Manchester) pochodovala od 07:30 a mezi 9:30 a 10:00 dosáhla Hod el Enna, zatímco jejich 125. brigáda (Lancashire Fusiliers) dorazila v 11:15. Podporoval je egyptský velbloudí transportní sbor , který spolupracoval s armádním služebním sborem na zásobování pitnou vodou. Pěchota ve 42. divizi pochodovala ve žhavém písku poledního slunce velmi pomalu a daleko vzadu. Problémy měla i 52. (nížinná) divize; ačkoli Lawrence nařídil divizi, aby se vyrazily v 06:37, muži neopustili své příkopy až téměř po poledni a dosáhli cíle v Abu Hamra až pozdě večer. Výsledkem bylo, že Kress von Kressenstein dokázal během dne vyprostit většinu svých vojsk a těžkých děl z bezprostřední oblasti bitvy. Ačkoli bylo řečeno, že „britské zálohy udeřily“ na Němce a Osmany na 5. srpna, zdá se, že každá z pěších divizí se zdráhala opustit svou obranu; ani jedna pěchotní divize nebyla vycvičena v pouštní válce a bylo pro ně obtížné zdolat písečné duny. Nemohli stačit tempu a vytrvalosti dobře vycvičených německých a osmanských sil a brzdili je problémy s dodávkou vody.
V 06:30, kdy Lawrence nařídil Chauvelovi převzít velení nad všemi jednotkami jízdní pěchoty (kromě mobilní kolony), byly Novozélandští jízdní střelci, 5. jízdní pěšáci a 3. brigáda lehké jízdy poněkud rozptýleny. Do 8:30 dorazila novozélandská brigáda střelců do Bir en Nuss; tam našli 3. brigádu lehké jízdy, které bylo nařízeno pohybovat se nejprve na Hamisah a poté odešli směrem ke Katii, aby spolupracovali na generálním útoku. Předsunuté jednotky se vydaly splnit tyto rozkazy v 09:00. V 10:30 začal generální útok a do poledne byla jeho na linii od západu Bir Nagid na jih od Katib Gannit; ve středu se Novozélandská brigáda střelců blížila k jihozápadnímu okraji oázy Katia; po jejich levici útočily 1., 2. lehká jízda, 5. brigády jízdních pěšáků a pěchota v 52. (nížinné) divizi na Abu Hamra, severně od staré silnice pro karavany, zatímco 3. brigáda lehké jízdy byla od Novozélanďana vpravo, na jih od staré silnice, útočící na německé a osmanské jednotky u Bir el Hamisah.
Mezi 12:00 a 13:00 velitelé novozélandských jízdních střelců, 1. a 2. lehké jízdy a 5. brigády jízdní pěchoty prozkoumali německou, rakouskou a osmanskou pozici zadního voje 3,2 km západně od Katie. Bylo rozhodnuto, že tři brigády lehké jízdy postoupí s Yeomanry k útoku na pravé německé a osmanské křídlo. Obranné síly zadního voje velmi pevně stály na dobře připravené linii táhnoucí se od Bir El Hamisah po Katia a po Abu Hamru. Jejich dělostřelectvo a kulomety byly dobře umístěny mezi palmami lemujících východní stranu velkého plochého močálu, který se táhl přímo přes přední hranou jejich postavení a poskytoval jim vynikající palebné pole.
Generální útok jízdní pěchoty začal ve 14:30. Novozélandská jízdní střelecká brigáda a 1. a 2. brigáda lehké jízdy postupovaly cvalem na Katii do 15:30. Když dorazili na okraj bílé sádry, lehká jízda nasazená střelecké brigáda vytvořily linii, nasadily bajonety a vrhly se do exponovanou prostoru. Cválali v dlouhé řadě pobízených koní, skrz palbu a střely, drželi pevné bajonety. Zcela vlevo kvůli intenzitě palby zadního vojska bylo nutné, aby 5. jízdní brigáda s šavle nesoucími Yeomanry sesedli a poslala koně zpět. Všechny brigády, které útočily, byly nakonec nuceny také sesednout, když začal být terén příliš bažinatý. Setkala se s těžkou, dobře mířenou německá, rakouská a osmanská dělostřeleckou palbou, která zcela předčila podpůrné baterie Ayrshire a Somerset. Se západem slunce byl postup brigád britského impéria zastaven. 9. pluk lehké jízdy (3. brigáda LJ) zcela vpravo byl zadržen odhodlaným německým a osmanským zadní vojem a nebyl schopen obejít pravé křídlo jeho pozice. Ale poté, co cválali do vzdálenosti několika set metrů od linie zadního voje, podnikli jízdní pěšáci bajonetový útok pod rouškou kulometné palby a palby baterie Inverness. Výsledkem bylo, že německé a osmanské síly opustily své postavení a nechaly si zajmout 425 mužů a sedm kulometů. Ale místo toho, aby se udrželi na dobytých pozicích, stáhli se a toto stažení vedlo k silnému německému a osmanskému protiútoku, který dopadl na canterburský střelecký pluk.
Tma nakonec bitvu ukončila. V noci se Němci, Rakušané a Osmané stáhli zpět do Oghrantiny, zatímco Anzacská divize se napojila koně v Romani a jako poslechové hlídka na bitevním poli zůstala jednotka střeleckého pluku v Aucklandu.
Dvoudenní bitvu o Romani a Suezský průplav vyhrála britská pěchota a australští, britští a novozélandští vojáci. Zajali přibližně 4000 německých a osmanských bojovníků a zabili jich více než 1200, ale hlavní nepřátelské síly dokázaly uniknout se všemi svými děly, kromě jedné zajaté baterie, a poté, co bojovaly úspěšnou akcí zadního voje v Katii, ustoupit zpět do Oghratiny.
1. a 2. brigáda LJ, které před bitvou nesly břímě dlouhých dnů hlídkování, průzkumu a drobných střetů s postupujícími rakouskými, německými a osmanskými kolonami, samy odolaly útoku od půlnoci 3. srpna do úsvitu 4. srpna, stejně jako přestály pokračování boje během dvou dlouhých dnů bitvy. Na konci 5. srpna byli její příslušníci zcela vyčerpaní; jejich unavené řady dorazily zpět do své bivakovací linie v Romami a Etmaleru, kde dostali rozkaz na jeden den odpočinku.

## Pronásledování začíná
Von Kressenstein připravil po sobě jdoucí obranné linie během svého postupu směrem k Romům, a přestože ztratil jednu dělostřeleckou baterii a více než jednu třetinu svých vojáků, bojoval řadou účinných akcí zadního voje, kterým zpomalil pronásledování jednotek nasazených Britským impériem a umožnily jeho jednotkám ustoupit zpět do El Arish.
V noci z 5. na 6. srpna byla pěší 155. (jižní skotská) brigáda a 157. (Highland lehká pěchota) v Abu Hamra, 127. (Manchester) brigáda (42. divize) v Hod el Enna, 125. (Lancashire Brigáda střelců (42. divize) po levé straně v kontaktu s 156. brigádou (Skotští střelci) (52. divize), která měla na levici pevnůstku č. 21. Následujícího rána dostala pěchota 42. divize rozkaz k postupu na východ v 04:00 a obsadit linii z Bir el Mamluk do Bir Katia, zatímco 52. (nížinná) divize měla postupovat z Abu Hamra a prodloužit pěchotní linii 42. divize na severovýchod. Ačkoli plnili rozkazy jen svého dvoudenního pochodu ze stanice Pelusium do Katie, pěchota ve 127. (manchesterské) brigády ztratila 800 mužů, žízní a sluncem. Podobně utrpěly i další pěchotní brigády. Ukázalo se, že pěchota nemohla pokračovat, a přestala být zaměstnána postupem. Bylo skutečně nutné, aby oddíly Bikanir velbloudí jednotky a oddíly Yeomanry, vykonávaly lékařské službu a prohledaly poušť po těch, kteří v ní zůstali.
Mobilní kolona na jihu, která se skládala z císařské velbloudí brigády, 11. pluku lehké jízdy a jízdních pěšáků Yeomanry pluku City of London (bez dvou eskader), postoupila z Ferdanu a Ballahovy dráhy k útoku na německé a osmanské levé křídlo a postupovala přes Bir El Mageibra, Bir El Aweidia a Hod El Bayud. Pronásledovatelé zjistili, že Mageibra byla evakuována 5. srpna. Následující den, poté co tam přenocovali, bojovali mezi Bayudem a Mageibrou silnými nepřátelskými silami, ale nebyli schopni dosáhnout žádného hmatatelného výsledku. O několik dní později, 8. srpna, se mobilní koloně podařilo obejít osmanské křídlo, ale byli příliš slabí na to, aby to mělo jakýkoli účinek, a tak se vrátili zpět do Bir Bayudu.

### Postup proti Oghratině – 6. srpen

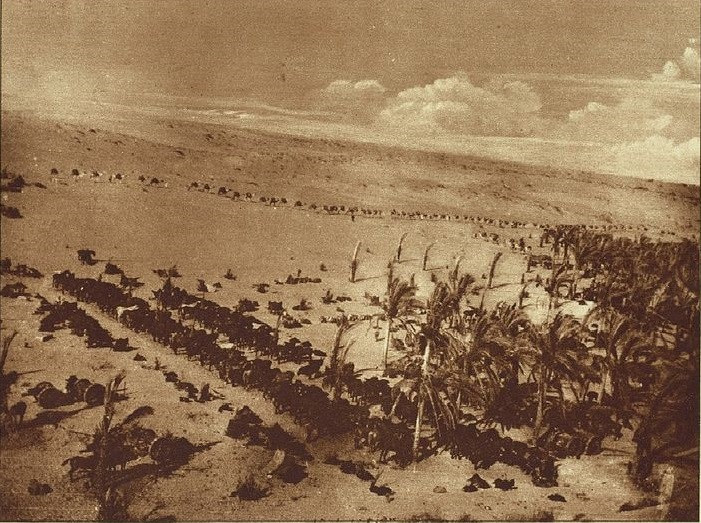
Síly Britského Impéria táboří Oghratinské oáze

Během předchozí noci německé a osmanské síly evakuovaly Katii a postupovaly směrem k Oghratině, když Chauvel nařídil Anzacské divizi pokračovat v útoku. Novozélandské brigádě jízdních střelců a 5. jízdní brigádě bylo nařízeno obsadit Oghratinu. Navzdory pokusům těchto dvou brigád obejít nepřátelské křídlo byli pronásledovatelé nuceni podniknout čelní útok na silně zakopané zadní voje v pozicích, které zvýhodňovaly obránce a které byly podporovány pečlivě umístěným dělostřelectvem. Mezitím se obě pěchotní divize přesunuly do prostoru Katia a Abu Hamra a Lawrence přesunul své velitelství z Kantary do Romani. 3. brigáda lehké jízdy postupovala směrem k Badiehu zprava, ale proti pozicím jistě drženým německými a osmanskými silami mohla dosáhnout jen malého úspěchu.
Brigáda jízdních střelců z Nového Zélandu se stáhla za úsvitu, následovaná 5. jízdní brigádou bez zdravotní pomoci, protože polní nemocnice z Nového Zélandu se z Romani nevrátila a pátá jízdní polní nemocnice ještě nedorazila. Naštěstí byly ztráty lehké a obě nemocnice dorazily večer. Polní nemocnice 3. pluku lehké jízdy zřídila obvaziště v Bir Nagidu na jih od Romani, kde ošetřovala zraněné ze střetnutí 3. brigády lehké jízdy v Bir el Hamisah, z konvoje, který přivezl zraněné Osmany z Hod na jih od Romani, a během dne bylo ošetřeno 150 případů vyčerpání z tepla z 42. pěší divize.
"Stále postupujeme, ale jde to pomalu, když jsou koně schvácení, a nepřítel, když ustupoval, se zakopal na různých místech ... což mu umožnilo mistrovsky bojovat zadním vojem ... Jak se pohneme dál, musíme skončit"
– Dopis generála Chauvela jeho manželce ze dne 13. srpna.

### Oghratina dobyta – 7. srpen
Stejné tři brigády – jedna jízdních střelců, jedna lehké jízdy a jedna Yeomanry, s 10. plukem lehké jízdy (3. brigáda LJ) podporující Yeomanry – se přesunula k útoku na německou a osmanskou pozici v Oghratině. Ale pozice zadního voje byla opět příliš silná. Bez podpory pěchoty nebo těžkého dělostřelectva byla útočící síla příliš malá na to, aby dobyla tuto silnou zadní pozici, ale hrozba útoku stačila aby byla provedena evakuace pozic. Během noci se německé a osmanské síly stáhly zpět do Bir el Abd, kde byly před třemi týdny, 20. července, kdy založily základnu s skladištěm zásob a vybavení.
Dne 7. srpna se Velký Bairam (svátek oslavující konec islámského roku) shodoval s tím, že egyptskému velbloudímu transportnímu sboru v Romani bylo nařízeno, aby se zahájil transport zásob pro postupující jednotky, ale 150 mužů, z nichž většina byla po konci svých smluv a měli nárok na propuštění, odmítli příkazy k naplnění lahví s vodou a naložení nákladu. Jeden muž byl zasažen pažbou pistole do hlavy a vzbouřenci byli rozptýleni do malých skupin a převeleni k různým jednotkám 52. (Lowland) pěší divize.

### Debabis okupována 8. srpna
Brigáda jízdních střelců z Novém Zélandu dorazila do Debabisu 8. srpna. Když se objevila 3. brigáda lehké jízdy, našli mnoho mrtvých Osmanů a Yeomanry; jeden mrtvý osmanský odstřelovač měl vedle sebe hromadu stovek prázdných nábojnic. Mezitím velbloudí sbor Bikanir a letka letadel pokračovaly v hledání nezvěstných mužů v pouštním písku.

## Akce u Bir el Abd – 9. až 12. srpna
Chauvel plánoval se souhlasem Lawrence zajmout osmanský zadní voj na jejich předsunuté základně Bir El Abd, 32 km východně od Romani. Pozici byla silně obsazena výrazně vyšším počet Němců, Rakušanů a Osmanů, podporovaný dobře umístěným dělostřelectvem, ale byly viděny hořící zásoby a evakuační tábory.
Chauvel nasadil Anzac divizi jízdních pěšáků pro postup, s novozélandskou jízdní střeleckou brigádou uprostřed podél telegrafní linky. Po jejich pravé straně byla s odstupem 1 míle 3. brigáda lehké jízdy, která byla v kontaktu s pohyblivou kolonou; mobilní kolona londýnských City Yeomanry, 11. pluku lehké jízdy a císařská velbloudí brigáda, se měla znovu pokusit obejít německé a osmanské levé křídlo a přerušit jejich ústup. Postup 3. pluku lehké jízdy a novozélandských brigád nasazených z Oghratiny do Bir el Abd měl začít za denního světla 9. srpna, přičemž rezervu tvořila 5. brigáda jízdní pěchoty. Vlevo od Novozélanďanů se pohybovala Roystonova kolona; složená ze zbytků 1. a 2. brigády lehké jízdy. Tyto oddíly se nejprve stáhly do Katii k vodě a poté pochodovaly přes noc do Hod Hamada 6,4 km severozápadně od Bir el Abd, kam dorazili 9. srpna ve 03:00. Měly zde bivakovat jednu a půl hodiny, než postoupili do bodu 3,2 km severovýchodně od Bir el Abd, aby od 06:30 spolupracovali s útokem novozélandské brigády jízdních střelců. Vzhledem k tomu, že byl útok podporovaný pouze čtyřmi koňskými dělostřeleckými bateriemi a byl veden na předem připravené pozice držené ve vynikající síle, s kulomety a pokrytý dvojnásobným počtem děl, včetně těžkých houfnic, byla tato akce spíše hazardem. Jedinou výhodou útočící síly byla její mobilita.

### Útok 9. srpna
3. brigáda lehké jízdy vyrazila hledat a obejít německou a osmanskou levé křídlo, zatímco v 04:00 mířila novozélandská brigáda jízdních střelců přímo k Bir el Abd po staré trase karavan. V 05:00 dojeli jezdci k nepřátelské základně a dosáhli vyvýšeného místa s výhledem na Bir el Abd. Roystonova kolona se dala do pohybu v 5:00 s úmyslem napadnout osmanské pravé křídlo zatímco Novozélanďané zaútočí uprostřed; čtyři brigády pokrývali frontu 8,0 km.
Přední jednotky německého a osmanského zadního voje, které držely frontu na úseku širokém asi 16 km , byli Novozélanďany zahnány zpět do Bir el Abd. V tomto okamžiku se zdálo, že útočníci uspějí, protože se pevně usadili mezi telegrafní linkou a starou karavanní cestu, podporovanou bateriemi Somerset a Leicester. Německý, rakouský a osmanský zadní voj si však rychle uvědomili, jak tenká je fronta útočníků, a v 9:00 nastoupili ze svých zákopů do protiútoku. Tento agresivní pohyb byl bráněn pouze dělostřeleckou palbou ze Somersetské baterie účinně kombinovanou s palbou z kulometů. Následné rozhoření těžkého boje extrémně ztížilo udržení pozic nasazených střelců a na bocích byla zastavena bojující lehká jízda. Německá a osmanská pěchota pokračovala v útoku na mezeru mezi Novozélanďany a 2. brigádou lehké jízdy, ale 5. pluk lehké jízdy tuto mezeru uzavřel a německý a osmanský postup byl zastaven.
Chauvel nařídil 3. brigádě lehké jízdy, která nedokázala obejít německé a osmanské křídlo, aby se posunula směrem k Novozélanďanům, kteří obnovili své úsilí, ale podařilo se jim odhalit pouze jejich boky, protože Australané nebyli schopni s nimi držet krok. Do 10:30 se veškerý postup zastavil. Brigáda jízdních střelců z Nového Zélandu se i nadále držela ve středu, zatímco obě křídla byla ohnuta zpět tlakem silné německé a osmanské síly. Výsledkem bylo, že Novozélanďané ukončili obranu velmi exponované hlavní linie na předních svazích kopců s výhledem na Hod. Čerstvá německá nebo osmanská posila z El Arish poté zahájila uprostřed prudký protiútok na frontě široké asi 4,0 km. To dopadlo na pluky Canterbury a Aucklandu a rotu Warwickshire Yeomanry z 5. brigády jízdních pěšáku pod Chaytorovým velením. Novozélanďané byli podporováni kulomety; jedna část, připojená k pluku jízdních pěšáků z Canterbury, střílela ze všech svých zbraní přímo na útočící vojáky a zastavila je, až když byli ve vzdálenosti 100 yardů (91 m) od pozic novozélandských sil.
V poledne byl postup zcela zastaven odhodlanými protiútoky podporovanými čerstvými německými nebo osmanskými jednotkami z El Arish. Ještě více než v Katii dne 5. srpna byli tito vojáci početnější, připravenější, plní odhodlání a silněji podporovaní dobře umístěnými rakouskými a osmanskými děly, které dodávaly jak těžkou, tak přesnou střelbu. V této době zahájil zadní osmanský voj další těžký protiútok se dvěma proudy o 5000 a 6000 německých a osmanských vojáků proti proti plukům z Canterbury a Aucklandu a rotě Warwickshire Yeomanry. Do 14:00 se útok rozšířil na levé křídlo jízdní pěchoty síly, kde byla Ayrshire baterie spolu s Roystonovou kolonou tímto přepadem silně oslabena, ztratila 39 zabitých koní a bylo proto velmi obtížné manipulovat se zbraněmi. Byli nuceni se stáhnout do týlu téměř o 1,6 km a 3. brigáda lehké jízdy, která postupovala na pravém křídle, pak byla také nucena ustoupit před přesností nepřátelské palby.
Stažení 3. brigády lehké jízdy způsobilo, že pozice novozélandských jízdních střelců byla kritická a v 17:30 vydal Chauvel rozkaz ke generálnímu ústupu. Odpoutání od nepřítele bylo obtížným úkolem; před jistým zajetím zachránila Novozélanďany pouze jejich houževnatost a tma. Těsně před koncem měla kulometná rota všechny své zbraně v obranných pozicích, některé střílely na vzdálenost 100 yardů (91 m); podporované rotami 5. brigády, jízdních střelců, které společně úspěšně pokryly stažení Novozélanďanů.
Po tomto dni nelítostných bojů, které byly označeny za nejtěžší akci celé Sinajské kampaně, byl postup divizí Anzac skutečně zastaven. Chauvel nařídil divizi, aby se vrátila pro vodu do Oghratiny, a to navzdory Lawrencovu přání, aby bivakovali poblíž Bir el Abd, ale Chauvel dospěl k závěru, že jeho síly nejsou v takovém stavu, aby zůstaly na dosah silné a agresivní síle protivníka. Navíc Anzac divize jízdní pěchoty ztratila významnou část své živé síly; více než 300 obětí, včetně osmi důstojníků a 65 dalších zabitých z řad ostatních šarží.

### Plánovaný útok na 12. srpna
Za denního světla 10. srpna vyrazily silné hlídky kupředu a zůstávaly po celý den v kontaktu se silami v Bir el Abd, ale bez nových posil nebylo možné provést odpovídající útok.
Dne 11. srpna nedošlo k žádným vážným bojům, ale von Kressensteinova síla v Bir el Abd byla sledována a obtěžována a byly plánovány útoky na 12. srpna. Postup Anzac divize jízdních pěšáků začal za denního světla, ale brzy poté přední hlídky oznámily, že posádka v Bir el Abd odchází do týlu. Útočná síla následovala Rakušany, Němce a Osmany až do Salmany, kde další akce zadního voje napadla útočníky, protože nepřátelský ústup pokračoval zpět k El Arish.
Komunikační linie jízdní divize Anzac byly nyní příliš roztaženy do délky, což vedlo k potížím se zásobováním jízdních vojsk z Romani. Což zároveň znemožnilo britskému impériu pokračovat v dalším postupu. Rozhodnutí, která vedla k obsazení a udržení dosažených pozic, byla rozhodně vítězstvím v této sérií nerozhodných střetnutí, od Katie až po Bir El Abd na východě.
Von Kressensteinovi se podařilo stáhnout jeho poražené síly z potenciálně smrtelné situace; jak jeho postup do Romani, tak i ústup byly pozoruhodnými úspěchem plánování, vedení, práce podřízených a vytrvalosti.

### Ztráty
Podle australské oficiální lékařské historie byly celkové ztráty britského impéria:
|             | Zabit | Zemřel na zranění | Zraněný | Celkový |
| ----------- | ----- | ----------------- | ------- | ------- |
| Británie    | 79    | 27                | 259     | 365     |
| Austrálie   | 104   | 32                | 487     | 623     |
| Nový Zéland | 39    | 12                | 163     | 214     |
| Celkový     | 222   | 71                | 909     | 1202    |

Jiné zdroje uvádějí celkový počet zabitých 202, celkové ztráty 1130, z nichž 900 bylo z Anzac divize jízdní pěchoty.
Odhaduje se, že ztráty osmanské armády byly 9000; po bitvě bylo pohřbeno 1250 a 4000 bylo zajato.
O oběti se starali zdravotníci, nosiči nosítek, řidiči velbloudů a řidiči pískových vozíků, kteří neúnavně pracovali, často v palebné linii, překonávali v obtížných podmínkách obrovské vzdálenosti a dělali vše, co bylo v jejich silách, aby zmírnili utrpení zraněných. Zranění byly transportovány do polních nemocnic na cakoletech na velbloudech nebo v písečných kárách , protože těžký písek znemožňoval použití ambulancí s motorem nebo taženou koněm. Mezi 4. a 9. srpnem ošetřilo pět polních nemocnic divize Anzac 1314 pacientů, z toho 180 zraněných vojáků protivníka.
"Evakuace z Romani vlakem byla prováděna způsobem, který zraněným způsobil mnoho utrpení a šoků. Došlo k němu až v noci 6. srpna – transport válečných zajatců dostal přednost před transportem zraněných – a k dispozici byly pouze otevřené nákladní vozy bez slámy. Vojenské potřeby si vynutily posun a velké zpoždění, takže cesta dlouhá dvacet pět mil zabrala pět hodin. Vypadalo to jako krutá ostuda, postrkovat vlak plný zraněných v otevřených nákladních vozech, ale muselo se to tak být. Každý náraz v našeho vlaku bez odpružení byl nesmírně bolestivý."
Výňatek z deníku zdravotního důstojníka pluku Yeomanry, který byl 5. srpna těžce zraněn v Katii.[ujasnit]
Vzhledem k tomu, že neexistovaly příkazy koordinující evakuaci z polních obvazišť, učinil zástupce ředitele zdravotnických služeb (ADMS) vlastní opatření. ADMS, jízdní Anzac, se svými protějšky ve dvou pěších divizích zřídila polní lazaret u železničního náspu 6,4 km za Romani. Tento lazaret byl vytvořen ze zdravotnických jednotek Anzac Mounted, 42. a 52. (nížinná) divize. Protože z velitelství obrany úseku č. 3 nebyly žádné rozkazy ohledně způsobu evakuace zraněných ze tří divizí, byli váleční zajatci transportováni vlakem do Kantary před zraněnými, což ve všech řadách vyvolalo pocit nedůvěry vůči vyššímu velení, což přetrvávalo dlouho.

## Následky
Bitva o Romani byla prvním rozsáhlým pěchotním vítězstvím Britského impéria v první světové válce. Došlo k němu v době, kdy spojenecké národy nezažívaly nic jiného než porážku: ve Francii, v Soluni a při kapitulaci Kuta v Mezopotámii. Bitva byla široce uznávána jako strategické vítězství a zlom v kampani za obnovení územní celistvosti a bezpečnosti Egypta a znamenala konec pozemní kampaně proti Suezskému průplavu.
„Romani byla prvním rozhodujícím vítězstvím, kterého dosáhly britské pozemní síly, a změnila celou tvář kampaně na tomto bojišti, zápasíce s protivníkem o iniciativu, kterou už nikdy nezískal. Bylo rovněž ukázáno, že vyčistění egyptského území od jeho jednotek je proveditelným návrhem.“
– General Chauvel
Tato řada úspěšných britských pěchotních a jízdních operací vyústila v úplnou porážku německých, rakouských a osmanských vojsk o síle 16 000 až 18 000 mužů, z nichž asi polovina byla zabita nebo zraněna a téměř 4000 zajato. Zajata byla také baterie horského dělostřelectva se čtyřmi děly, získáno bylo devět kulometů, kompletní kulometná rota velbloudů, 2300 pušek a milion nábojů, dvě kompletní polní nemocnice se všemi nástroji, vybavením a léky, zatímco velké množství skladů v Bir el Abd bylo zničeno. Všechny získané zbraně a vybavení byly vyrobeny v Německu a vybavení kulometného oddílu velbloudů bylo speciálně navrženo pro válku v poušti. Mnoho pušek bylo nejnovějšího typu a bylo vyrobeno z nerezové oceli. Murray odhadoval celkové německé a osmanské ztráty na zhruba 9000 mužů, zatímco německý odhad stanovil ztrátu na jednu třetinu živé síly (5500 až 6000), což se vzhledem k počtu zajatců zdá být nízké.
Taktika používaná Anzacskou divizí jízdní pěchoty měla být účinná během nadcházejících kampaní na Sinaji a v Levantě (v té době také známé jako Palestina). Klíčem k nasazení jízdních střelců a podpory lehké jízdy bylo rychlé přesunutí na taktickou vzdálenost a poté efektivní seskupení pěchoty po sesednutí. V obraně pak dělostřelectvo a kulomety způsobily zmatek, neumožňovaly protiútok protivníka a během útoku kryly a podporovaly útočící sílu britského impéria.
Tato bitva byla vedena za extrémních podmínek na Sinajské poušti ve vedru uprostřed léta po mnoho dní, což způsobilo mnoho utrpení lidem i zvířatům a vyžadovalo houževnatost a vytrvalost všech zúčastněných.
Bitva u Romani znamenala konec německého a osmanského tažení proti Suezskému průplavu; ofenzívní aktivita rozhodně přešla do rukou sil Britského impéria vedené Anzacskou jízdní divizí. Po bitvě byla von Kressensteinova síla tlačena zpět přes Sinajský poloostrov, aby byla poražena v bitvě u Magdhaba v prosinci 1916, a zpět na hranici Palestiny ovládané Osmanskou říší, která byla poražena v bitvě u Rafy v lednu 1917, čímž byla účinně zajištěna bezpečnost egyptského Sinajského poloostrova. Tato úspěšná sedmiměsíční kampaň Britského impéria, která byla zahájena v srpnu v Romani, skončila první bitvou v Gaze v březnu 1917.

### Některé kritiky
Bitva o Romani však byla rovněž obklopena kontroverzí a kritikou. Bylo navrženo, aby stejně jako útok na Suezský průplav v roce 1915, bylo toto posuzováno pouze nájezd na narušení námořní dopravy, spíše než odhodlaný pokus získat kontrolu nad kanálem. Domněnka, že záměrem Osmanské říše bylo obsadit Romani a Kantaru, je podporována přípravami na jižním území Palestiny sousedícími a zasahujícími do Sinaje. Jednalo se o rozšíření palestinského železničního systému na Wadi El Arish s dobrou silnicí vedle železnice. Na této trase byly postaveny cisterny a další díla pro skladování vody a ve Wadi El Arish byly v prosinci 1916 ve výstavbě obrovské nádrže ve skalním masivu, když těsně před bitvou u Magdhaba na toto místo dorazila Anzac divize jízdní pěchoty.
Murray, Lawrence a Chauvel byli kritizováni za to, že nechali uniknout von Kressensteinovy síly. Dále se tvrdí, že taktika nasazených vojsk ve skutečnosti pomohla ústupu nepřítele tím, že se soustředila spíše na přímé útoky než na útoky z boku. Oficiální britský historik uznává zklamání způsobené úspěšným odchodem německé, rakouské a osmanské síly, ale všímá si také kvality postupných pozic zadních voje vytvořených během postupu a síly, odhodlání a vytrvalosti protivníka. Síla zadního voje byla jasně prokázána v Bir el Abd dne 9. srpna, kdy se útočníci pokusili obejít velkou zakopanou sílu. Neuspěli, protože byli ve značné početní nevýhodě. Pokud by se Anzac divizi jízdní pěchoty podařilo obejít křídlo bez podpory pěchoty, byli by konfrontováni s mnohem vyššími silami a mohli by být zničeni.
Bylo vyřčena kritika, že dne 5. srpna byla ztracena příležitost obklíčit a zajmout invazní rakouské, německé a osmanské síly, když bylo umožněno její stažení do Katie. Potíže pěchoty s dodávkami vody a velbloudí dopravy spojené s nedostatkem pouštního výcviku spolu s matoucími rozkazy Lawrencea, aby se pěchota v 52. (Lowland) divize přesunula na jih a na východ, jim zabránila v rychlém postupu a odříznutí ustupujících sílu v časných ranních hodinách bitvy druhého dne. Generál Lawrence byl kritizován za to, že podstoupil vážné a zbytečné riziko tím, že se při obraně Romani spoléhal pouze na jednu zakopanou pěchotní divizi a dvě brigády lehké jízdy. Že silný nepřátelský útok na 1. a 2. brigádu lehké jízdy během první noční bitvy je posunul tak daleko dozadu, že plánovaný doprovodný útok novozélandské brigády jízdních střelců se stal téměř frontálním útokem. Lawrenceovi bylo také vyčítáno, že zůstal ve svém sídle v Kantaře, které bylo považováno za příliš daleko od bojiště, a že to přispělo k jeho ztrátě kontroly nad bitvou během prvního dne, kdy byla přerušena telefonní linka a nebyl v kontaktu s Romani. Lawrence byl také kritizován za to, že nepokračoval v dohledu nad plněním jeho rozkazů z 5. srpna, kdy došlo k selhání koordinace pohybů 3. brigády lehké jízdy a mobilní kolony.
Chauvel odpověděl poukázáním na to, že kritika bitvy by mohla zakrýt význam vítězství.
Generál Chauvel: „Bitvu měl řídit buď Murray, nebo, pokud to měl být Lawrence, měl mít všechny dostupné jednotky k dispozici Lawrence, v okamžiku, kdy protivník dorazil do Oghratiny.“

### Ocenění
Murray ocenil Anzac divizi jízdní pěchoty v telegramu generálnímu guvernérovi Austrálie a Nového Zélandu a ve svém oficiálním dopise Robertsonovi napsal:
"Každý den ukazují, jakou nepostradatelnou součástí mých sil jsou ... Nemohu dostatečně ocenit statečnost, vytrvalost a neúnavnou energii, kterou tato správná divize ukazuje během operací ... Tyto jednotky Anzac jsou základním kamenem obrany Egypta."
Nepodařilo se však zajistit, aby si bojové vlastnosti těchto vojáků vysloužily přiměřený podíl uznání a vyznamenání. Dále, navzdory tvrzením, že samotný Chauvel měl na bitvě rozhodující podíl, že jeho chladnokrevnost a dovednosti byly rozhodující pro získání vítězství, bylo jeho jméno vynecháno z dlouhého seznamu vyznamenání zveřejněného na Nový rok 1917. Murray nabídl Chauvelovi za Romani udělení řádu za vynikající službu – Distinguished Service Order, který ale (Chauvel) odmítl.
Po tom co vyšel Murrayho popis bitvy z jeho oficiální depeše přetištěný v pařížském vydání „Daily Mail“ napsal Chauvel své ženě dne 3. prosince 1916:
"Obávám se, že moji muži budou velmi naštvaní, když to uvidí. Nechápu, proč ten stařík nemůže být spravedlivý vůči těm, kterým tolik dluží, a celá věc je tak absolutně v rozporu s tím, co on tenkrát telegrafoval."
Teprve po vítězství v bitvě u Rafy obdržel Chauvel řád sv. Michala a sv. Jiří druhého stupně – Knight Commander, ale tento řád se uděluje za důležitou nevojenskou službu v cizí zemi. Nebylo to neuznání pouze jeho vojenská služby v Romani, ale také služba všech, kteří bojovali v Anzac divizi jízdní pěchoty v Romani, v El Arish, v Magdhabě a v Rafě. V září 1917, nedlouho poté, co se generál Edmund Allenby stal vrchním velitelem egyptských expedičních sil, Chauvel napsal generálnímu velitelství dopis, ve kterém poukázal na nespravedlnost spáchanou na jeho frontovým jednotkách a upozornil, že je „obtížné udělat cokoli, aby to bylo napraveno, ale vezměte v úvahu, že vrchní velitel by měl vědět, že je nad ním velká hořkost.“